# Basilique Notre-Dame-du-Port de Clermont-Ferrand
Pour les articles homonymes, voir Basilique Notre-Dame et Notre-Dame.
La basilique Notre-Dame-du-Port de Clermont-Ferrand est une église collégiale française de style roman auvergnat, située à Clermont-Ferrand dans le quartier du Port, entre la place Delille et la Cathédrale Notre-Dame-de-l'Assomption de Clermont.
Du Xe siècle à la Révolution, elle fut desservie par une communauté de chanoines, sécularisés dès avant le XIIIe siècle. Elle a été élevée au rang de basilique mineure en 1881 par le pape Léon XIII.
Classée monument historique sur la première liste de 1840, elle a été inscrite le 2 décembre 1998 au Patrimoine Mondial de l'Unesco au titre des Chemins de Saint-Jacques-de-Compostelle en France.

## Nom
Sa dénomination proviendrait du nom du quartier où elle a été construite « le Port », en occitan « Lo Pòrt », dérivant lui-même du latin portus, et qui signifient tous deux « l'entrepôt ». C'était l'endroit où l'on apportait et stockait les marchandises. En auvergnat, on disait Nòstra-Dama dóu-Pòrt. Dans les parlers plus méridionaux se trouve la forme Nòstra Dòna del Pòrt.
L'ancienne Porte royale qui se situait en bas de l'actuelle rue du Port, était le lieu par lequel arrivaient les marchandises dans la ville, ce qui confirme le rôle de passage et d'échange de l'endroit. Néanmoins, le Portus n'est pas attesté dans les écrits anciens avant 1065. L'église a d'abord porté le nom de « Sainte-Marie Principale », ce qui la distinguait de la cathédrale nommée « église-mère Sainte-Marie » et de l'abbaye de Saint-Alyre nommée « Sainte-Marie-d'Entre-Saints ».

## Histoire

### La construction médiévale de l'église
Selon la tradition, une première église aurait été fondée à l'emplacement d'une source gallo-romaine au VIe siècle par l'évêque saint Avit. Incendiée et ravagée par les Normands au IXe siècle, elle aurait été relevée par l'évêque saint Sigon. Cette légende relève selon Emmanuel Grélois d'une mise en scène effectuée par les chanoines pour inventer une ancienneté à leur église et se créer une légitimité. Cependant, il est certain qu'un édifice antérieur a existé avant l'édifice roman puisque le chapitre est présent dès le milieu du Xe siècle dans les sources.
L'église actuelle a été construite entre les années 1120–1130 et la fin du XIIe siècle, peut-être même encore dans le début du XIIIe siècle pour l'aménagement intérieur et la mise en place des vitraux. La pierre utilisée est de l'arkose blonde, un grès feldspathique qui provient des carrières de Montpeyroux.
L'église est gravement endommagée par les forts séismes qui secouent la région en 1478 et plus particulièrement en 1490. Il en résulte la chute du pinacle de la tour du transept qui est remplacé par un clocheton à bulbe.

### Époque moderne
C'est la période faste pour Notre-Dame-du-Port avec le développement de la procession à la Vierge dès le XVIIe siècle. L'influence des chanoines de cette collégiale urbaine grandit dans la cité. En 1654 les cryptes sont réaménagées pour faire face à l'affluence grandissante des fidèles, des baies sont percées pour augmenter la luminosité. En 1740, la collégiale se dote d'un orgue, installé à l'entrée de la nef. En 1781 l'accès aux cryptes est encore remanié pour mieux faire circuler les fidèles lors des grandes fêtes mariales. Les escaliers d'accès à la crypte par la nef sont remplacés par des escaliers percés à l'emplacement des absidioles nord et sud qui permettent une circulation plus efficace dans la crypte.

### Période révolutionnaire

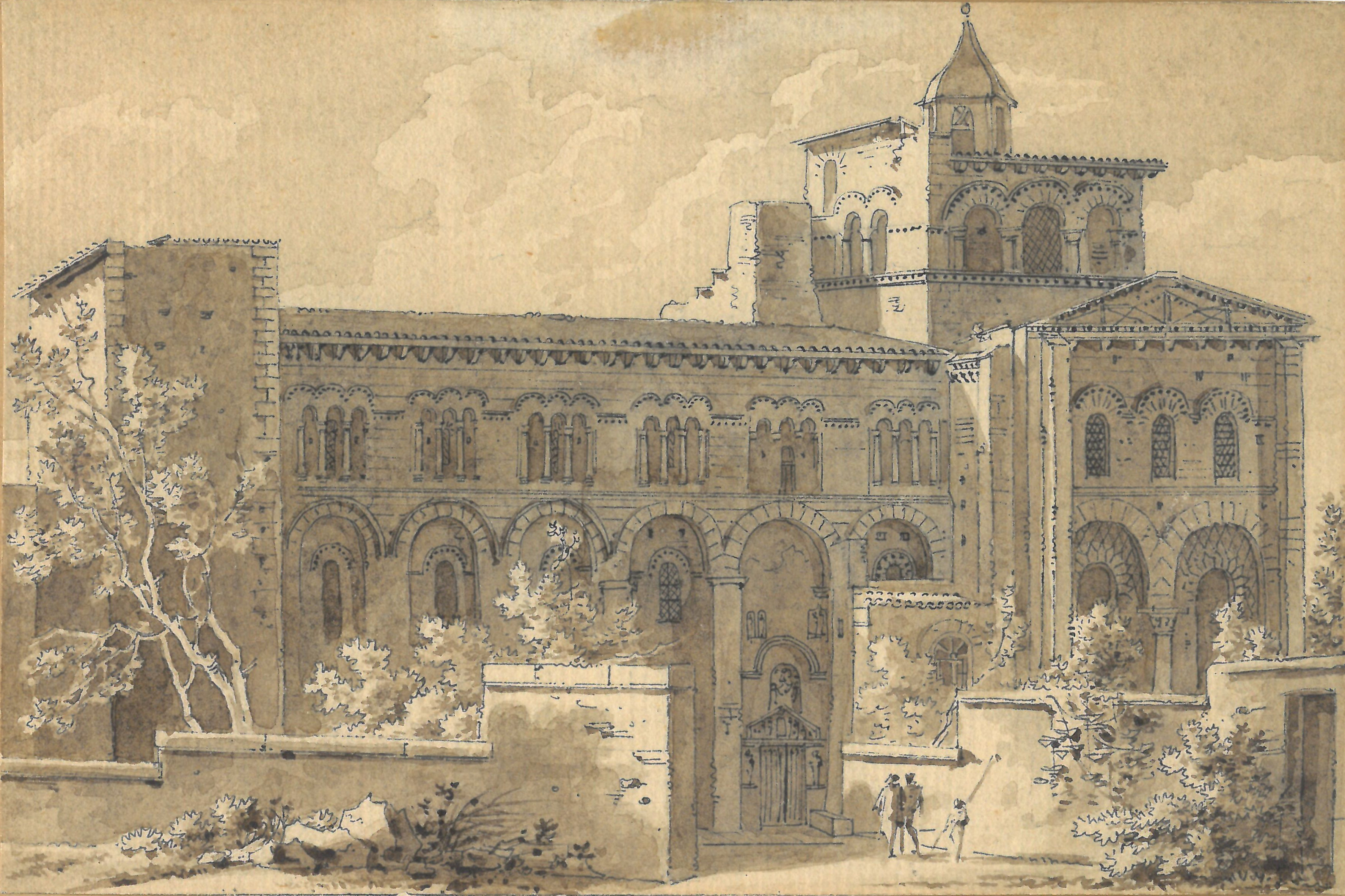
Notre-Dame-du-Port, dessin attribué à Jacques Martin Sylvestre Bence, vers 1790. Clermont Auvergne Métropole, Bibliothèque du patrimoine, GRA J 5045.

Notre-Dame-du-Port a beaucoup souffert de la Révolution. Entre 1792 et 1795, elle perd la plupart du mobilier présent à l'intérieur (meubles, reliquaires et châsses), les cloches sont fondues et les deux clochers menaçant ruine sont abattus, ainsi que la flèche de croisée, « par souci d'égalité ».
Le 7 ventôse an VIII (26 février 1800), la décision est prise de raser l'édifice pour le remplacer par un marché « aux toiles, au chanvre et aux fils » à la demande des habitants du quartier. Elle est sauvée par une pétition adressée aux administrateurs du Puy-de-Dôme.

### Restauration desXIXeetXXesiècles
Rendue au culte par le concordat de 1802, elle est dans un état déplorable et de sérieuses restaurations sont menées pour tenter de lui rendre sa splendeur passée.

#### Première restauration
La première restauration est menée par l'ingénieur Ratoin entre 1823 et 1827. C'est lui qui reconstruisit un nouveau clocher à la place du clocher occidental abattu à la Révolution et créa donc ce clocher qui rompt actuellement avec le reste de l'église par son esthétique néo-romane en pierre de Volvic.

#### Deuxième restauration
La seconde campagne de restauration est dirigée par Aymon Mallay en 1843. Les travaux de restauration se concentrent alors sur trois points :
- reconstruction de la tour de croisée du transept ;
- rétablissement des escaliers d'accès à la crypte depuis la nef (comme on le voit actuellement) et restauration des chapelles orientées des bras du transept ;
- remplacement des tuiles romaines par des dalles de pierre à recouvrement en pierre de Volvic.

Par ailleurs, en 1863 il supprime le mur qui clôture la basilique pour le remplacer par les grilles en fer forgé que l'on observe aujourd'hui. Ceci permet d'avoir une vue dégagée sur le chevet ainsi qu'un accès de plain-pied depuis la rue Couronne.

#### Troisième restauration
Elle est l'œuvre de Gabriel Ruprich-Robert, et dure de 1900 à 1917. Le travail de restauration se concentra surtout sur l'intérieur puisqu'il supprima les badigeons afin de mettre la pierre à nu. Il a par ailleurs remplacé les joints à la chaux par des joints en ciment.

### Restauration contemporaine

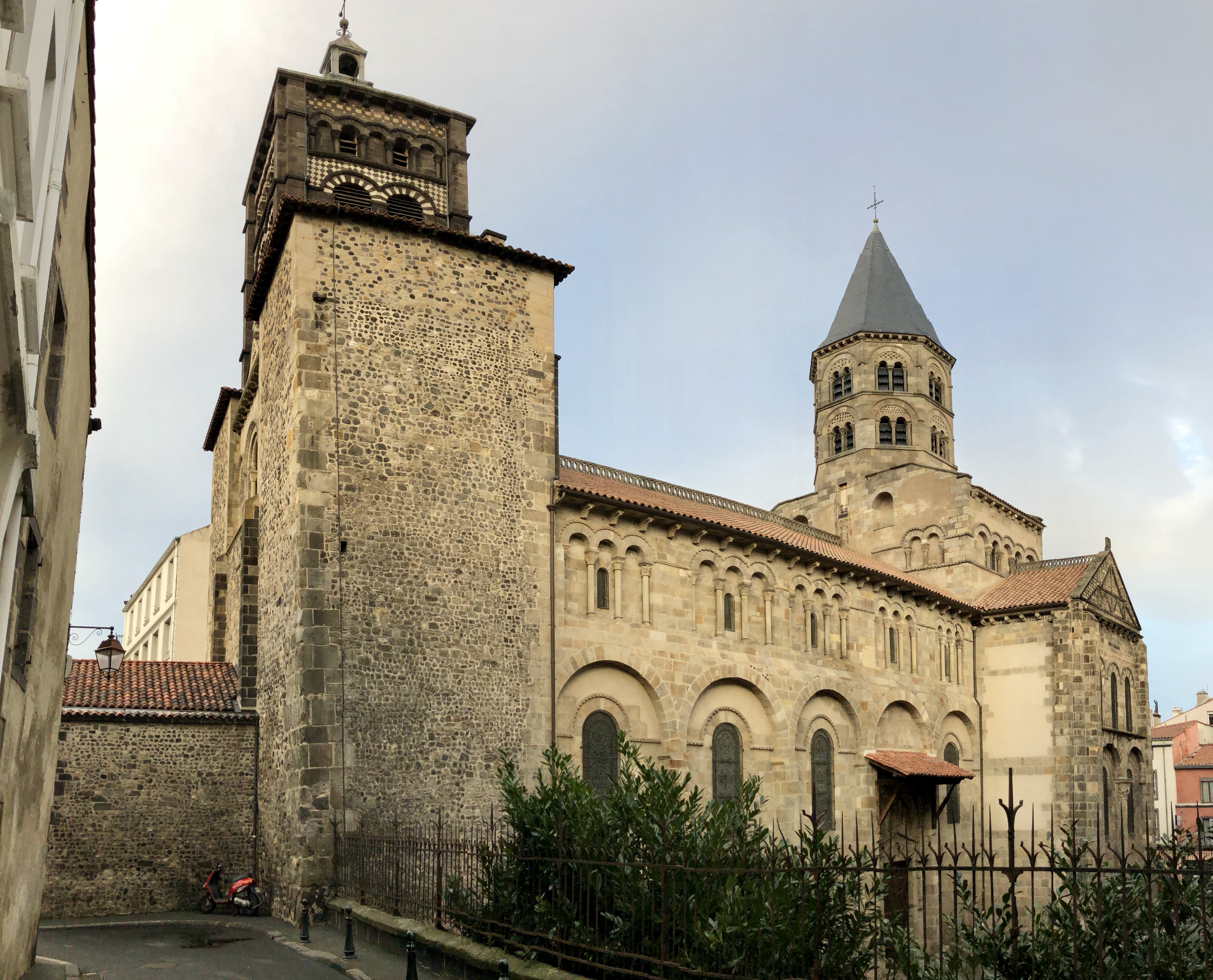
La basilique vue du sud.

#### Extérieur: novembre 2003 - novembre 2006
La première phase de la restauration s'est déroulée sur les extérieurs avec un nettoyage des pierres (ou remplacement à l'identique). Puis les joints en ciment ont été supprimés pour revenir à ceux d'origine, faits à la chaux. Enfin, le plus visible lorsqu'on voit la basilique est le rétablissement des tuiles canal comme à l'origine en lieu et place des dalles de pierre de Volvic posées au XIXe siècle, qui posaient des problèmes d'étanchéité.

#### Intérieur: octobre 2006 - novembre 2008
Une importante campagne de rénovation de l'intérieur a débuté en octobre 2006 et s'est terminée en novembre 2008. Ces travaux ont consisté dans le nettoyage de toutes les pierres, la suppression des joints de ciment remontant à la rénovation du XXe siècle, le rétablissement d'un badigeon sur les parements, la restauration des chapelles et absidioles peintes par Anatole Dauvergne au XIXe siècle et du mobilier installé dans l'église.
Le dimanche 7 décembre 2008, la statue de la Vierge noire a été réinstallée dans la chapelle souterraine de la basilique, marquant ainsi la réouverture au culte de l'édifice (elle avait été conservée dans la cathédrale de Clermont-Ferrand pendant les travaux de rénovation).

#### Restaurations prévues
En 2018-2019 : la crypte et la sacristie de l'église vont être rénovées. Les ex-voto du XIXe siècle, qui ont été stockés, vont être réinstallés après assainissement du lieu.
En 2018-2020 : aménagement des abords de Notre-Dame-du-Port : restauration des bâtiments au sud de la basilique, du parvis et des rues adjacentes.

## Dévotion mariale

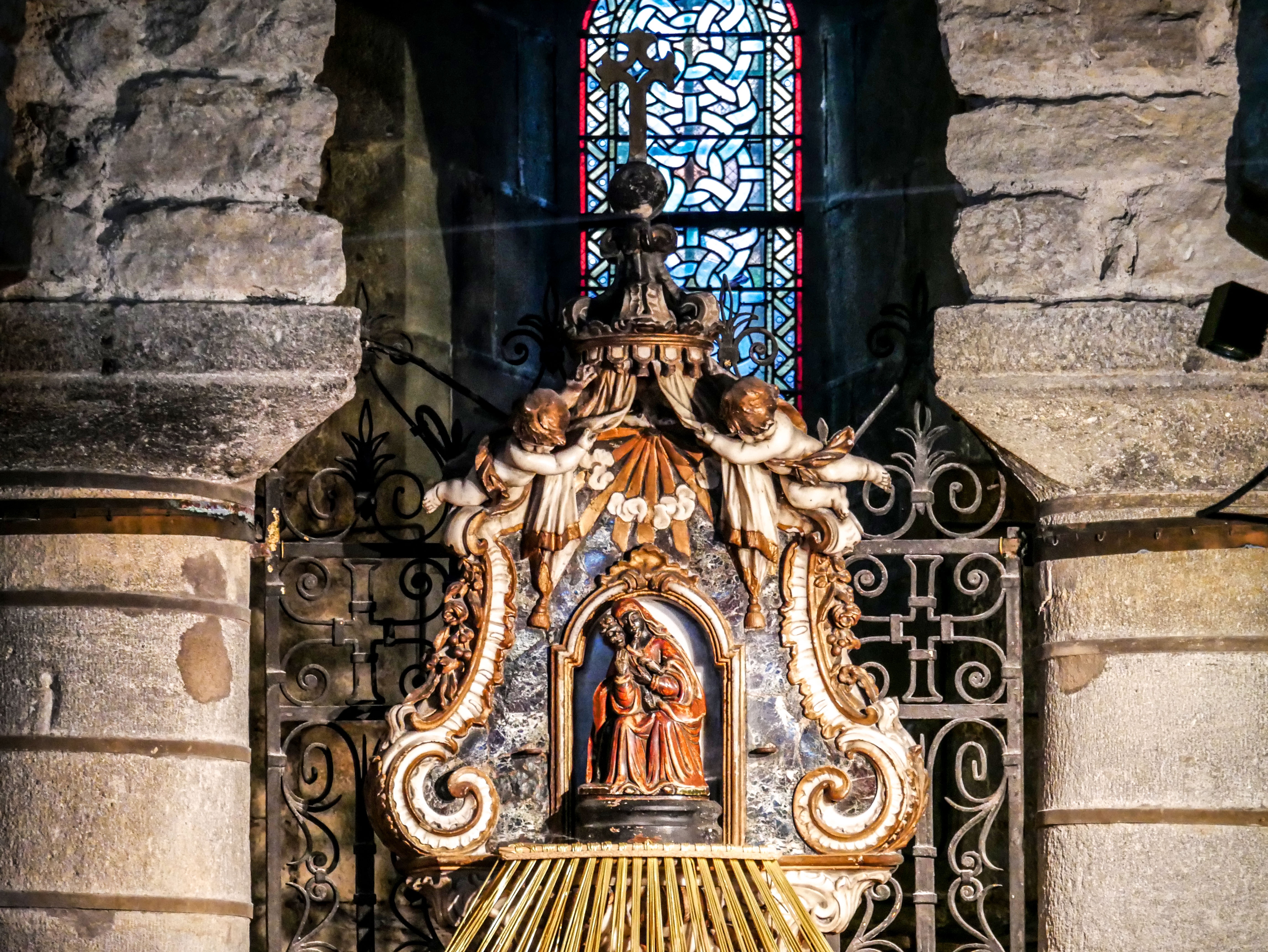
Vierge noire miraculeuse de la chapelle souterraine, Pacquin, 1734.

### La Vierge noire souterraine
La première trace que l'on observe d'une Vierge en majesté à Clermont est celle d'Alleaume dont les recherches les plus récentes tendent à prouver qu'elle aurait été commandée par Étienne II, non pour la cathédrale, mais pour Sainte-Marie-Principale. Celle-ci est d'une importance particulière puisqu'il s'agit d'une des toutes premières Vierges en majesté d'Occident.
La légende de Notre-Dame-du-Port fait remonter la statue de la Vierge à saint Avit au VIe siècle, il n'est cependant pas possible de retrouver des traces certaines de son existence à une époque aussi ancienne. D'autres restes d'une Vierge plus ancienne sont encore visibles, il s'agit de deux têtes de la Vierge et du Christ qui ont été retrouvées dans un trou de boulin lors de restaurations aux XXe siècle. L'usage d'ancien régime était de brûler les statues quand elles étaient trop abîmées pour les refaire selon la dévotion de l'époque, c'est pourquoi nous n'avons quasiment aucune trace des vierges qui ont précédé celle de 1734.
L'élément le plus ancien concernant la Vierge Noire date de Louis XI qui, en 1468, se déclare dévot à la Vierge noire qu'abrite l'église Notre-Dame-du-Port.
La statue que nous voyons dans la crypte actuellement est une copie de 1734 réalisée par le sculpteur Pacquin. Elle mesure 31 centimètres de haut, est faite en noyer peint de couleur ébène et est inspirée des Vierges de tendresse byzantines.

### La procession

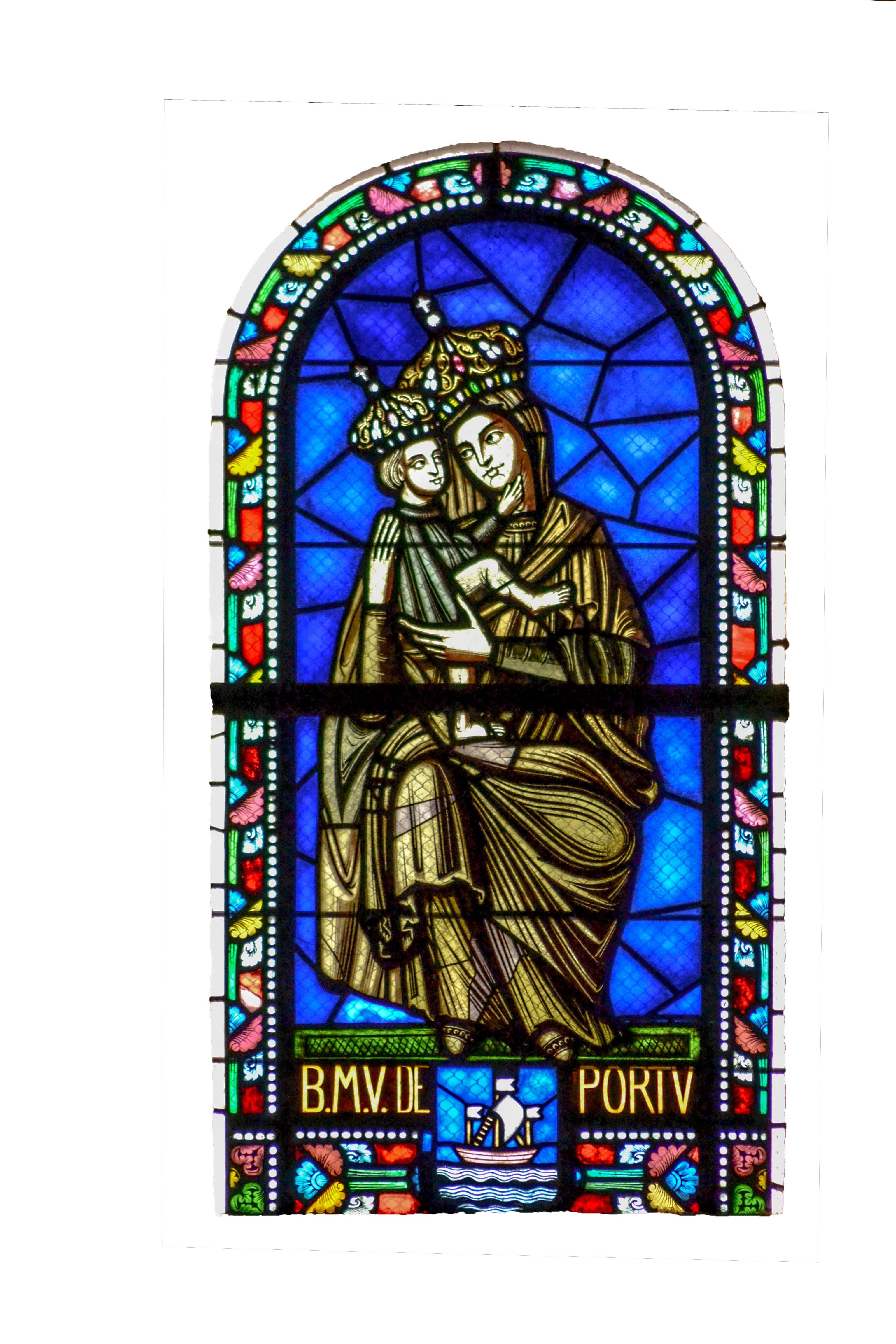
Vitrail du chœur de la basilique, Vierge de Tendresse.

La Vierge miraculeuse du Port connaît un essor considérable avec le développement d'une procession à partir de 1614. À la suite de cette procession faite par crainte d'une famine, on observe une institutionnalisation progressive qui commence dès 1615. D'abord reconnue par l'évêque qui en fait une fête particulière qui se déroule les 15 mai, elle est chômée dans la ville, puis dans les faubourgs à partir de 1697. La reconnaissance par la papauté intervient dès 1618 en accordant une « indulgence plénière à tous ceux qui visiteront l'église du Port le jour et fête de la Nativité de la Vierge » pour trois ans.

### Affluence des fidèles
L'affluence des fidèles semble avoir été très importante auprès de cette Vierge miraculeuse. En 1723 le directeur de la chapelle de Notre-Dame-Souterraine demande ainsi à ce qu'elle « ne soit plus exposée qu'au chœur pendant la grand-messe » pour éviter qu'elle ne se dégrade à cause de l'affluence grandissante des fidèles. Au cours du XVIIIe siècle, plusieurs travaux témoignent aussi de l'affluence des pèlerins. Il s'agit principalement des travaux d'embellissement commandés au cours des années 1730 et 1753 au cours desquelles ont refait entièrement le pavement. Au XVIIIe siècle afin de faciliter la circulation des fidèles, des escaliers sont aussi aménagés dans les deux absidioles nord et sud pour descendre à la crypte.

## Le chapitre du Port
Les chanoines du Port ont une grande importance dans le développement de l'église sous l'Ancien Régime. C'est le second chapitre derrière celui de la cathédrale, tant au niveau des revenus que de l'influence dans la ville.

### Origine du chapitre
La création du chapitre de chanoines n'est pas antérieure au milieu du Xe siècle, c'est l'œuvre de l'évêque de Clermont Étienne II. Il cite le chapitre en 959 et lui donne dans la fin du Xe siècle les moyens financiers et les terres pour construire les bâtiments nécessaires à la constitution et à la vie du chapitre (en particulier le cloître au nord de l'église).
Construite à l'origine dans le quartier de l'église paléochrétienne Saint-Laurent, qu'elle a progressivement supplantée puis remplacée.
Il est constitué de quatorze chanoines avec un doyen et un chantre. Plusieurs familles notoires de Clermont ont occupé les stalles du chapitre à l'instar des Champflour.

## Architecture
On trouve un certain nombre de pierres qui sont des blocs antiques remployés, et, dans le chevet, on observe la présence de pierres volcaniques qui servent à faire une marqueterie inspirée du style mozarabe.

### Plan de l'église

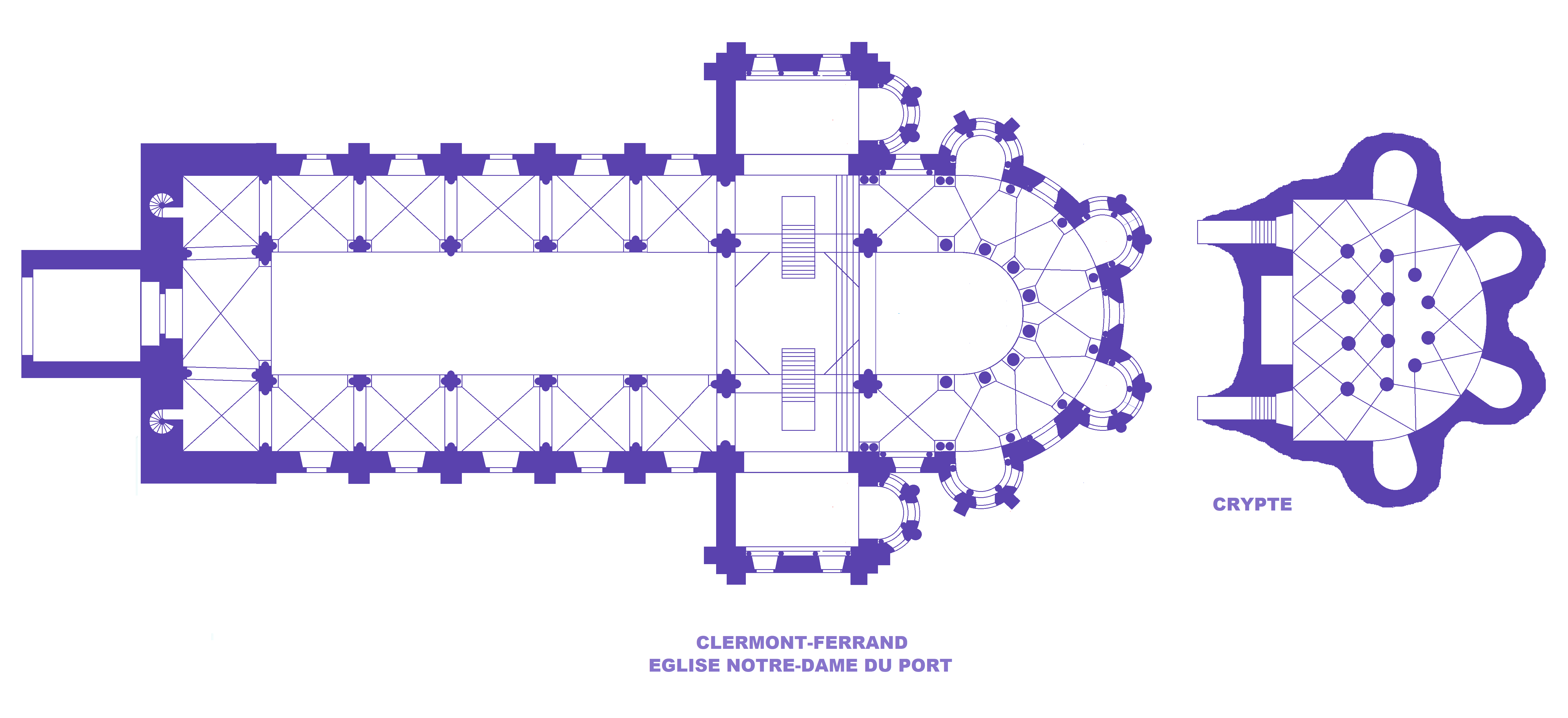
Plans de l'église et de la crypte.

Construite en arkose blonde, elle a une harmonie presque parfaite qui est due à l'application du nombre d'or.
Le plan est en croix latine de type basilical à six travées dans la nef flanquée de bas-côtés simples voûtés d'arêtes. Un transept régulier avec une chapelle semi-circulaire orientée sur chaque croisillon. La décoration de l'intérieur se caractérise par sa sobriété, avec un chœur surélevé, entouré d'un déambulatoire sur lequel s'ouvrent quatre chapelles rayonnantes. Le chevet est un exemple de l'art roman auvergnat, comportant de fines mosaïques.
La basilique fait partie des cinq églises romanes de Basse-Auvergne que l'historien de l'art Raymon Suaudeau en 1947 a désigné comme « majeures ». Les autres représentantes sont :
- l'église Saint-Austremoine d'Issoire ;
- la basilique Notre-Dame d'Orcival ;
- l'église de Saint-Nectaire ;
- l'église Notre-Dame de Saint-Saturnin.

Les historiens de l'art actuels et notamment Bruno Phalip dans le cadre de la région, ont rappelé pour l'Auvergne l'importance de déconstruire le concept « d'école régionale romane » et de l'appellation de « majeur »,,.

### Elévation

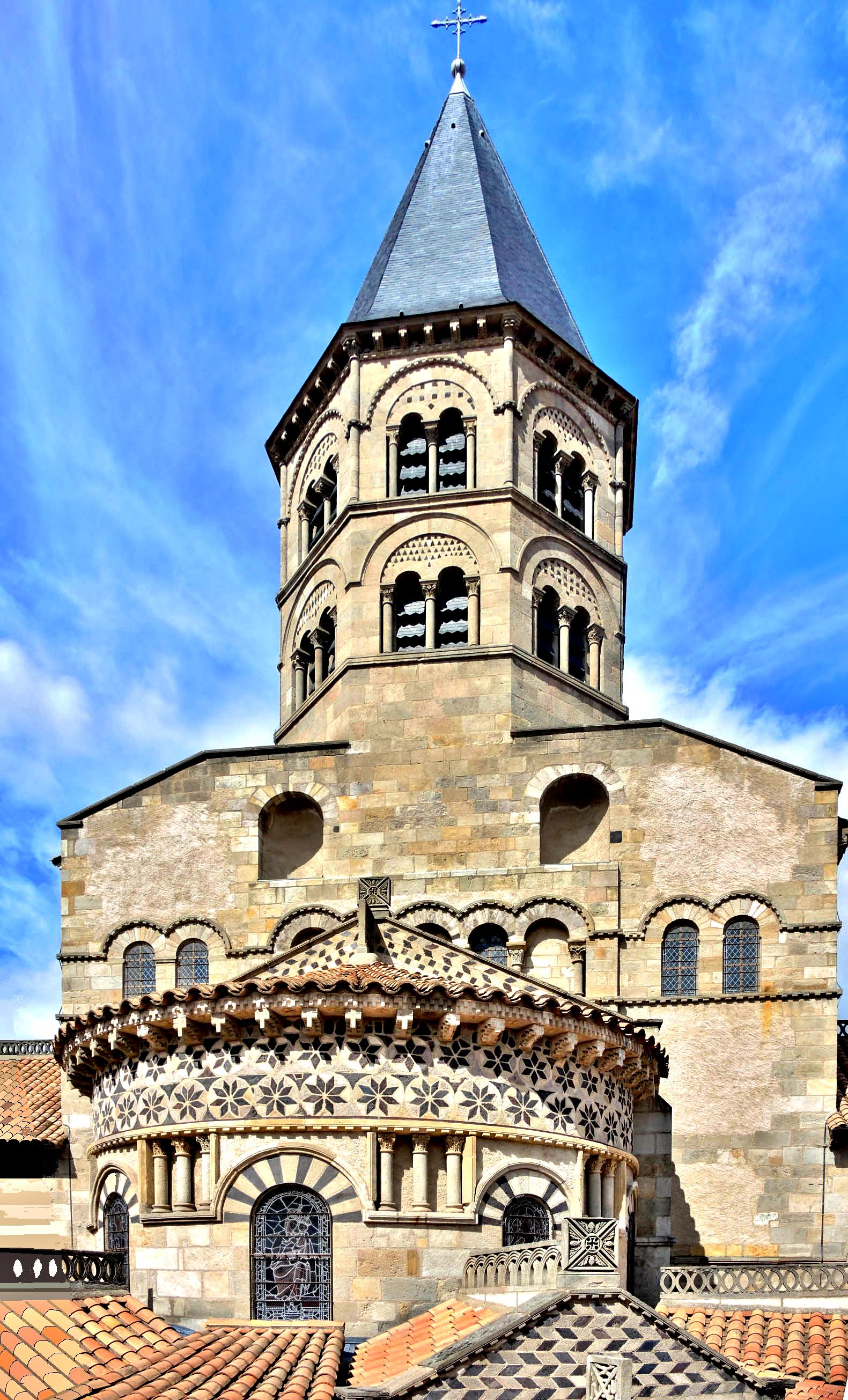
Vue du chevet de Notre-Dame-du-Port.

L'homogénéité des maçonneries plaide pour un chantier cohérent, dans la première moitié du XIIe siècle. De ce fait, le choix des voûtements en plein-cintres et de certaines solutions d'articulation entre la nef et les bas-côtés suggèrent un choix de motifs architecturaux plutôt archaïques dans l'architecture auvergnate du temps.
Une structure originale d'épaulement de la coupole de la croisée par des demi-coupoles dans les transepts a permis d'alléger les supports au centre de l'édifice, bénéficiant ainsi d'un éclairage abondant.

### Chevet
Le chevet de l'église présente une disposition très classique des églises romanes à pèlerinage avec ses toits de différents niveaux qui présentent dans un premier temps les quatre chapelles rayonnantes, puis le déambulatoire et enfin l'élévation principale du chœur.
La spécificité architecturale principale de l'édifice provient d'un élément architectural qui surmonte la croisée du transept et est couronné par le clocher : le massif barlong. L'élévation progressive des volumes est encore accentuée par les deux toits en appentis de celui-ci qui encadrent la naissance du clocher.

### Dimensions
- longueur : 49 m extérieur, 45 m dans œuvre ;
- largeur de la nef centrale : 6,14 m, des trois nefs 13,3 m ;
- hauteur de la nef : 18 m ;
- hauteur de la coupole du transept : 22 m ;
- hauteur de la crypte : 4,35 m.

## Sculpture
Le parcours iconographique commence dès le chevet à l'extérieur et semble guider le visiteur vers l'intérieur dans une lecture imagée des espaces liturgiques. Comme à la basilique de Brioude, des chapiteaux et des modillons (intérieurs et extérieurs) se répondent dans des thèmes-clefs. La liturgie faisait jouer cette iconographie. Les images n'était pas fait pour être forcément vues mais leur présence suffisait à accentuer le caractère sacré de l'édifice.

### Les chapiteaux
Un ouvrage photographique des chapiteaux de Notre-Dame-du-Port a été publié avec quelques grilles d'interprétation.
Parmi les plus beaux d'Auvergne, ces chapiteaux ont un décor ornemental à base de feuillages pour les uns, narratif pour les autres : pleins de verve, ils développent une pédagogie devant enseigner la foi chrétienne, l'Ancien et le Nouveau Testament, opposant à la Chute, la Rédemption. Ainsi, plusieurs grandes thématiques sont observables : 
- Cycle marial : Annonciation, Visitation, Assomption ;
- Cycle du Salut : Tentation, Adam et Ève chassés du Paradis ;
- Cycle des Vertus et des Vices : Psychomachie de Prudence, « le combat des vices et des vertus », le suicide de la colère ;
- Chapiteaux non historiés : Usurier, voleur, oiseaux, centaures, feuillages, etc.

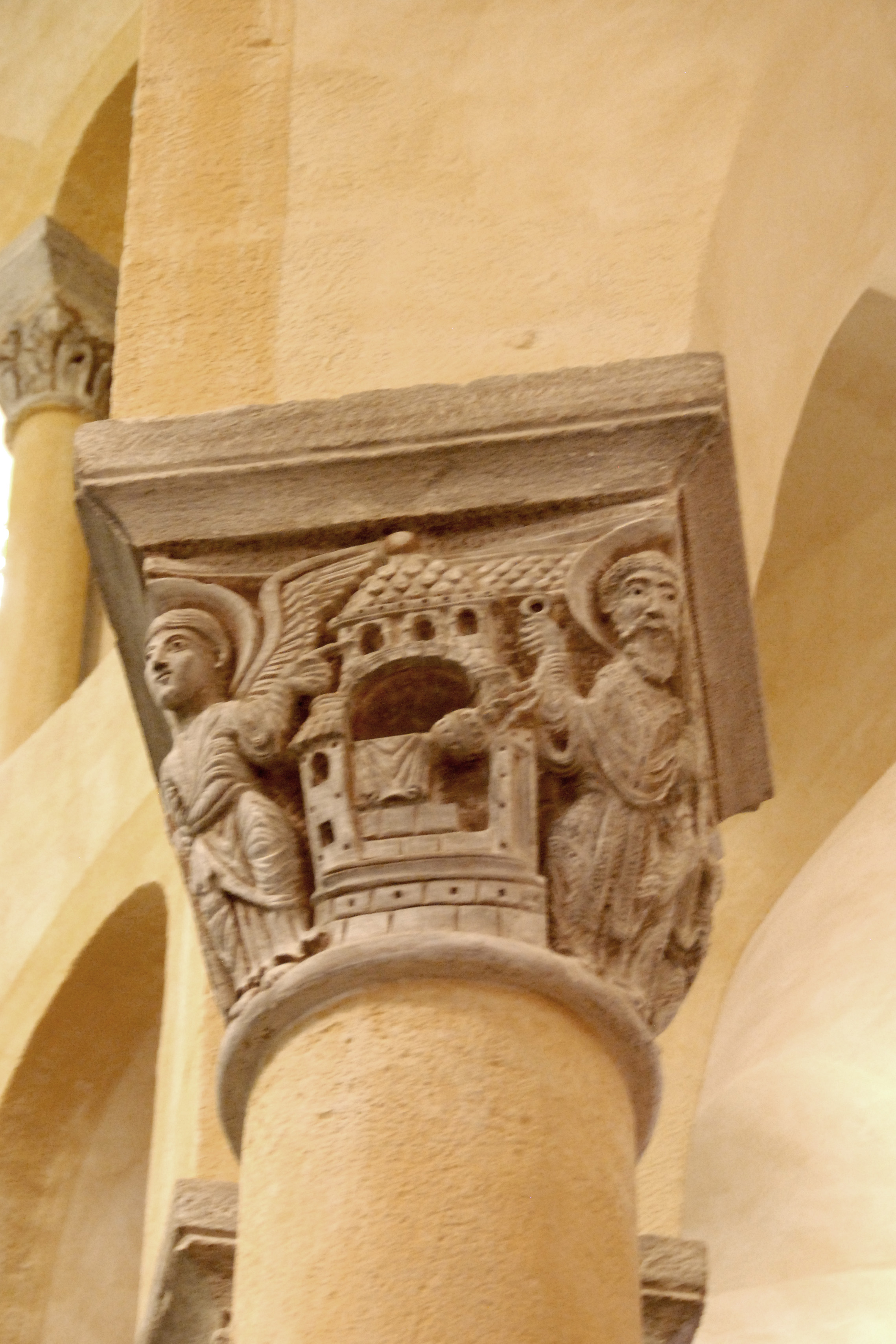
Annonce à Zacharie de la naissance du Christ.
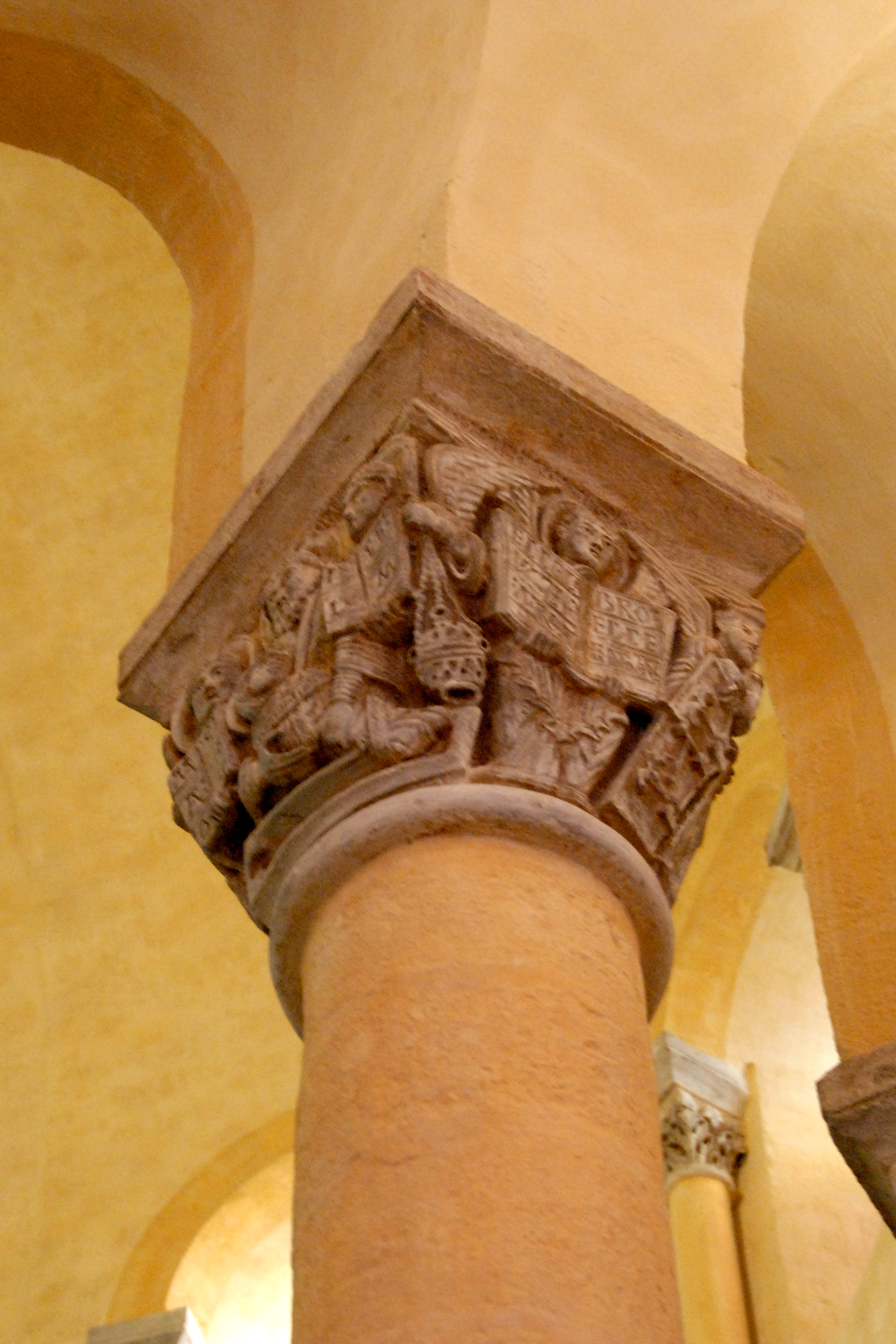
Marie inscrite sur le livre de vie.
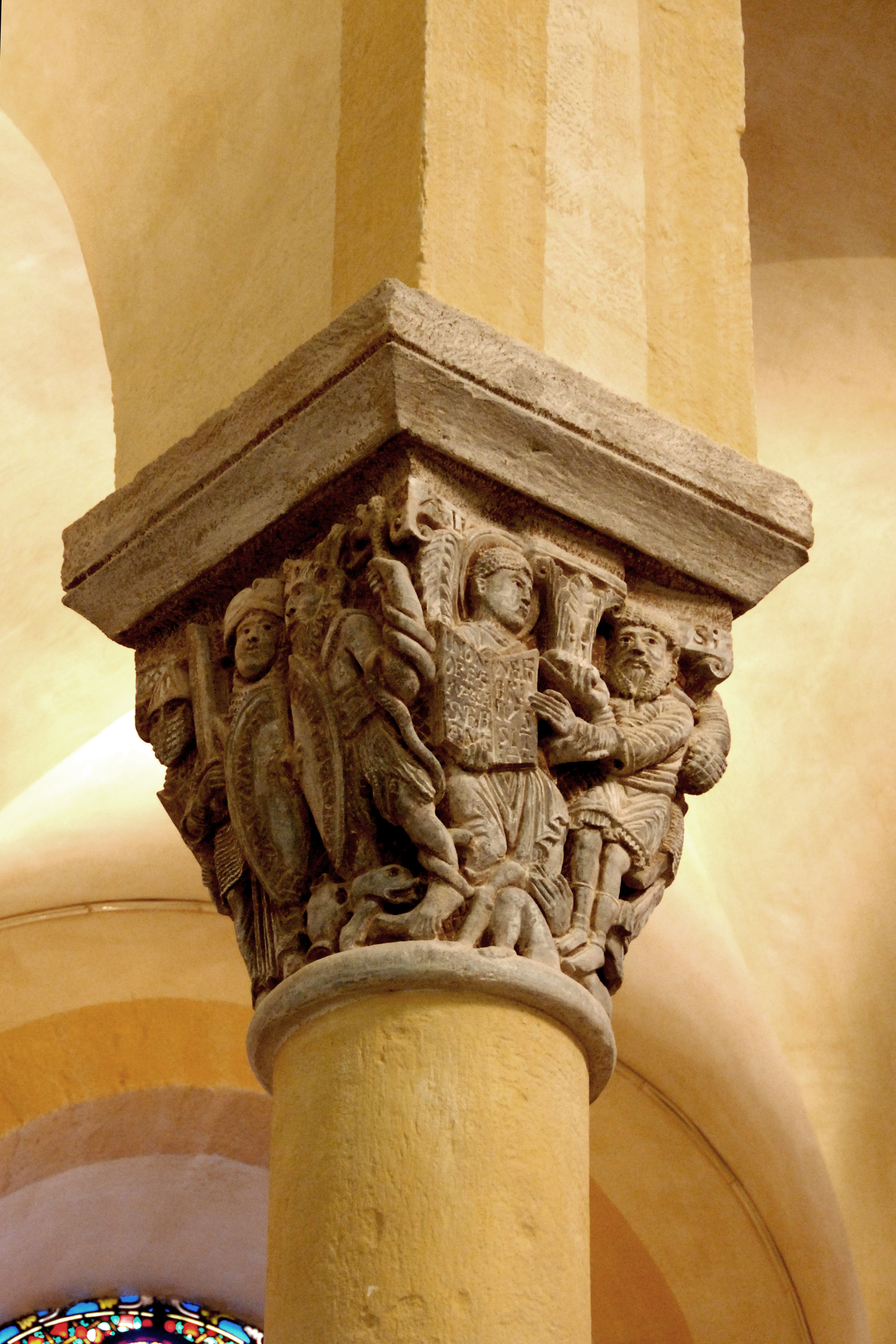
La charité contre l'avarice - Stephanus offre les chapiteaux.
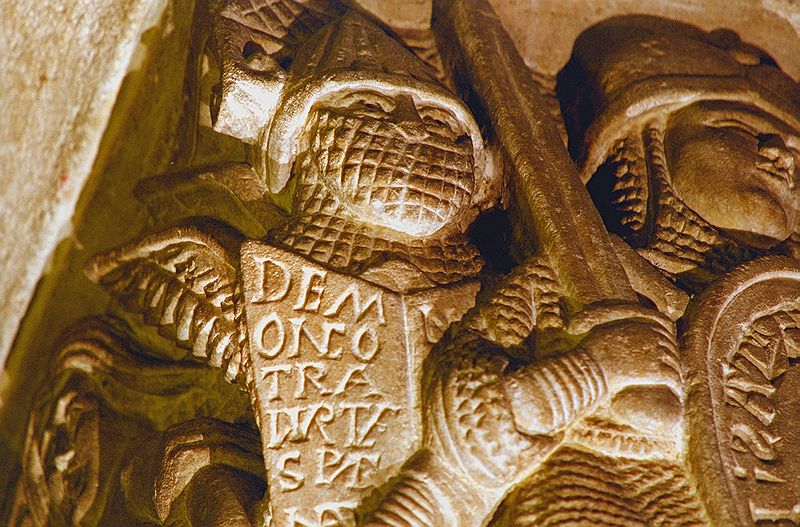
Détail de la bataille de la charité contre l'avarice.

### Le tympan

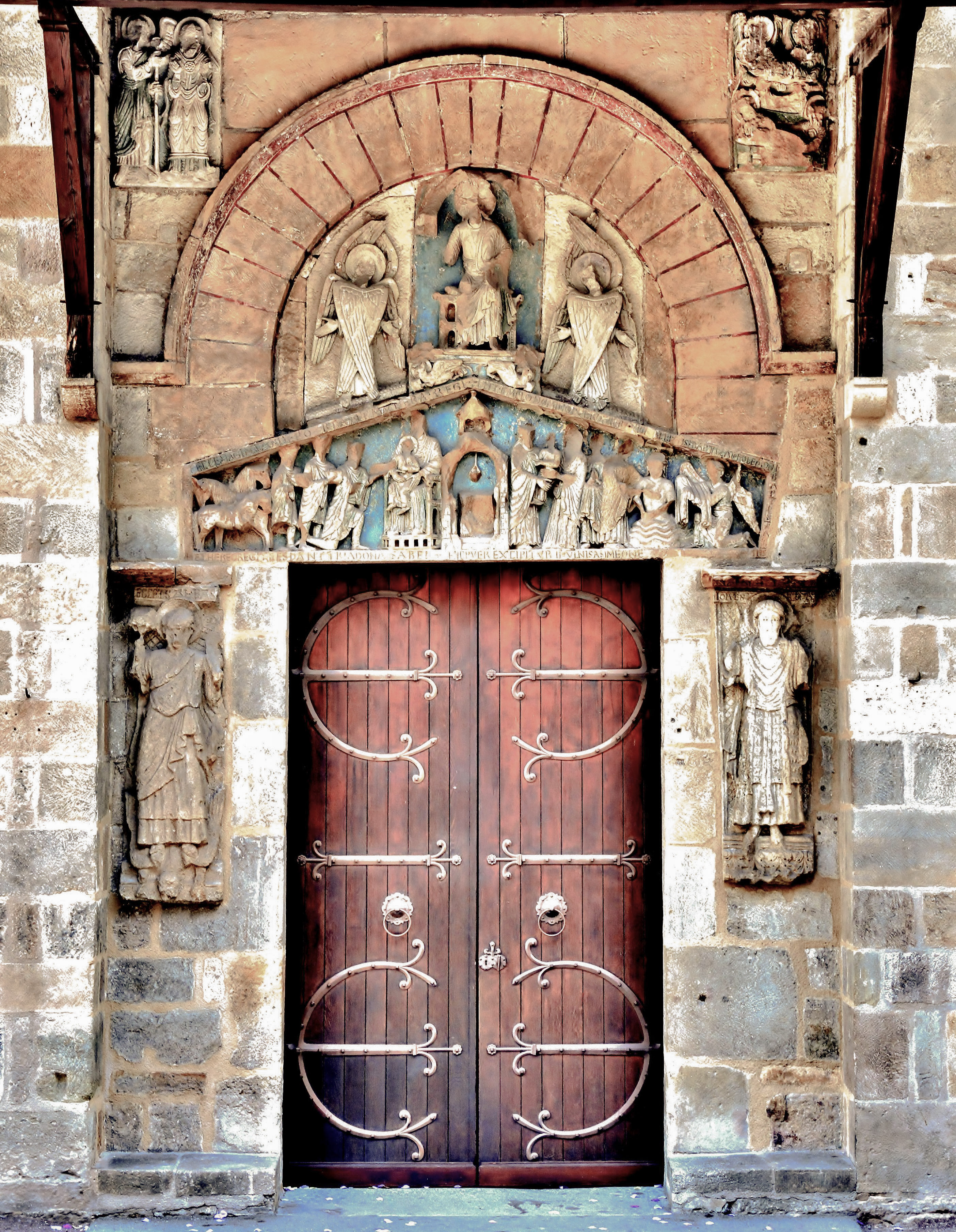
Portail sud de Notre-Dame-du-Port.

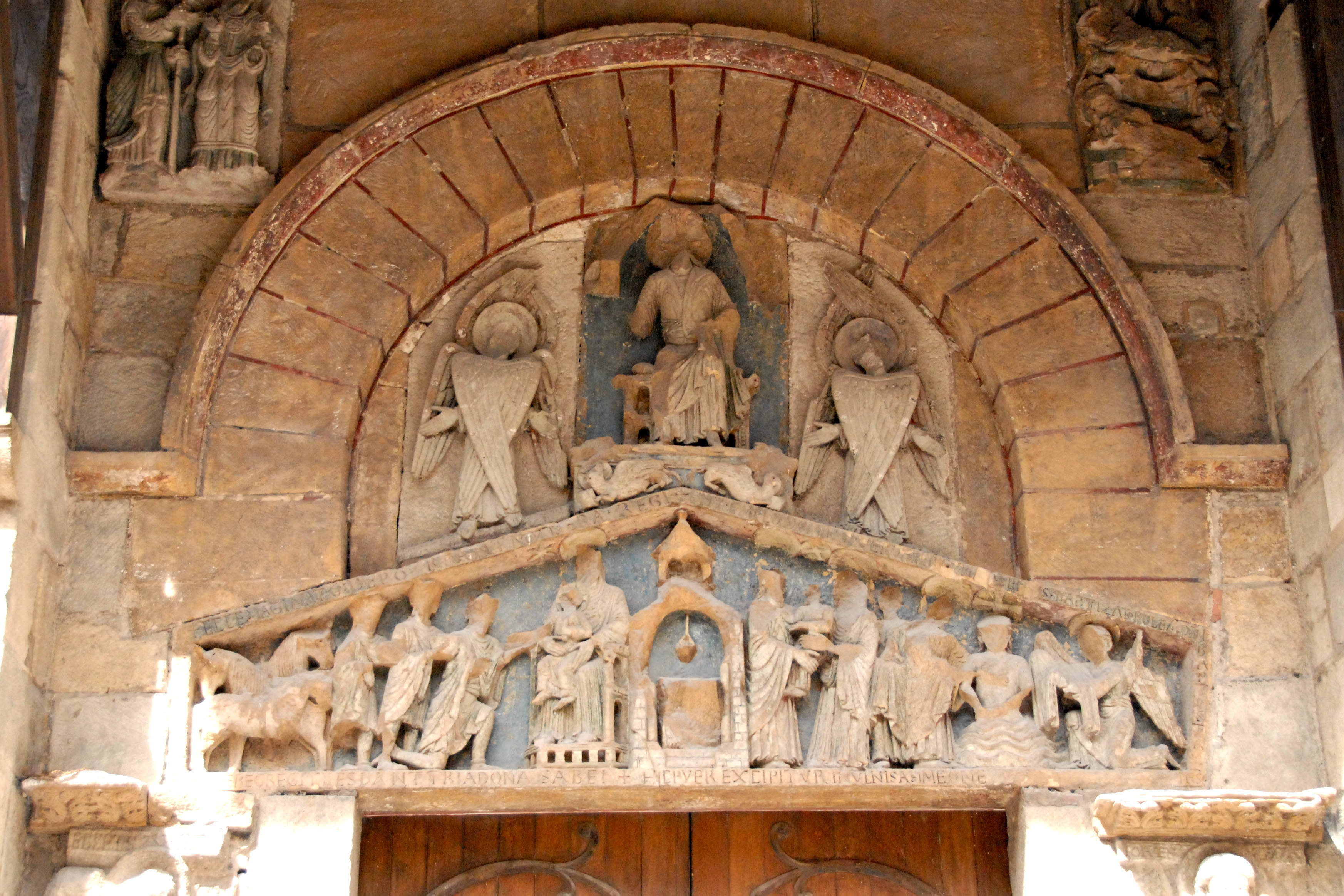
Portail sud.

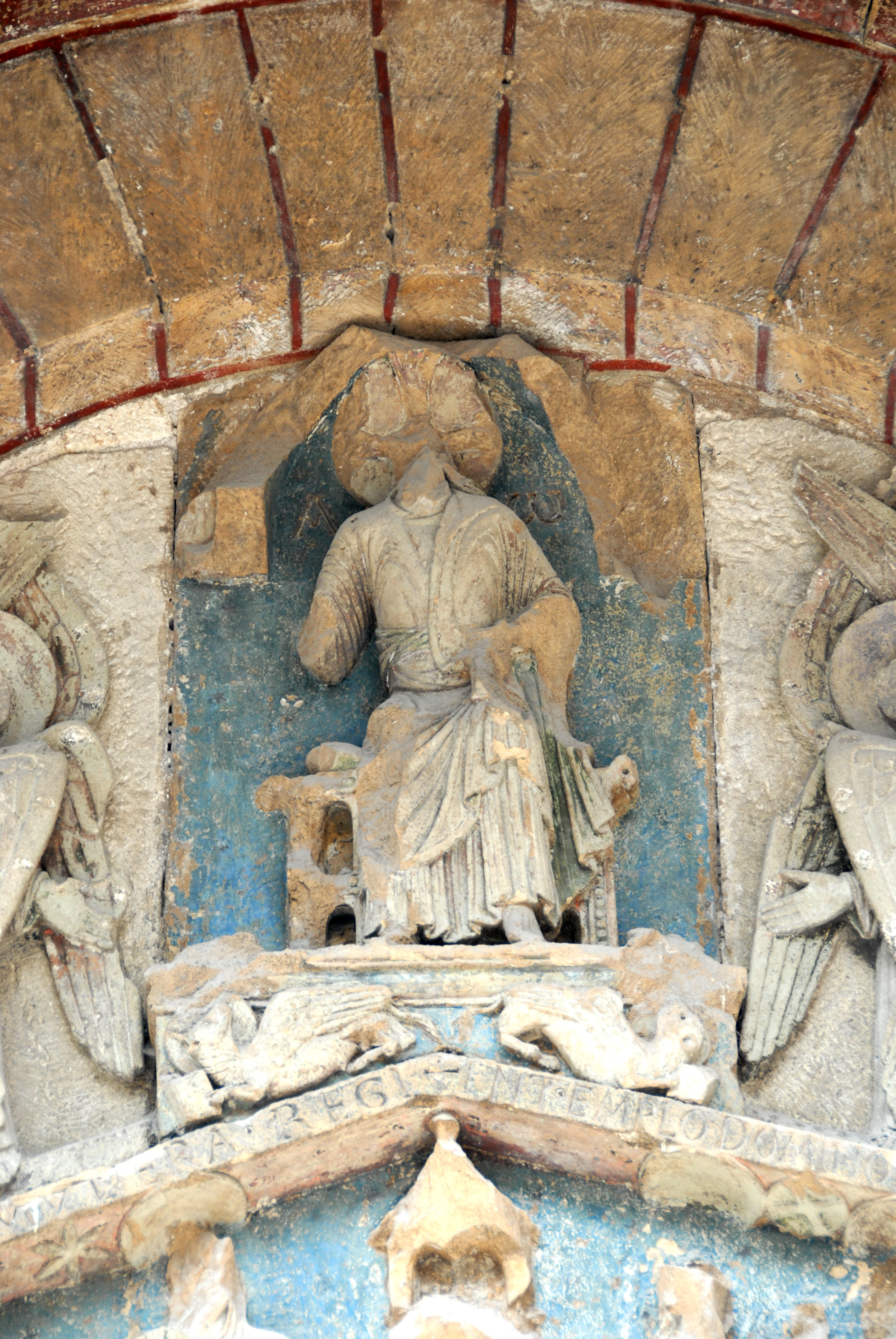
Tympan du portail sud, Christ pantocrator.

Le portail sud, orné d'un tympan historié, constitue une rareté en Auvergne, où seuls les tympans de Notre-Dame-des-Miracles de Mauriac (Cantal) et de Thuret (Puy-de-Dôme) sont sculptés. C'est par cette porte que les chanoines du chapitre entraient dans l'église, d'où ce programme centré sur la vie du Christ.
De part et d'autre de la porte, deux sculptures des prophètes Isaïe (à gauche) et Jean-Baptiste (à droite), annonciateurs de la venue du Christ, proviennent probablement de l'église précédente et sont datés du XIe siècle.
Au-dessus de la porte, dans le linteau en bâtière on peut reconnaître l'histoire de l'enfance du Christ : adoration des mages, présentation au temple, et baptême de Jésus, dans lesquels on retrouve des traces de polychromie ancienne. Au-dessus, dans un arc de décharge un Christ pantocrator est entouré par deux séraphins. Ses pieds reposent sur un lion et un taureau symbolisant les évangélistes Marc et Luc. En haut à gauche se développe une représentation de l'Annonciation (à gauche) et une Nativité (à droite).

Linteau en bâtière du portail sud
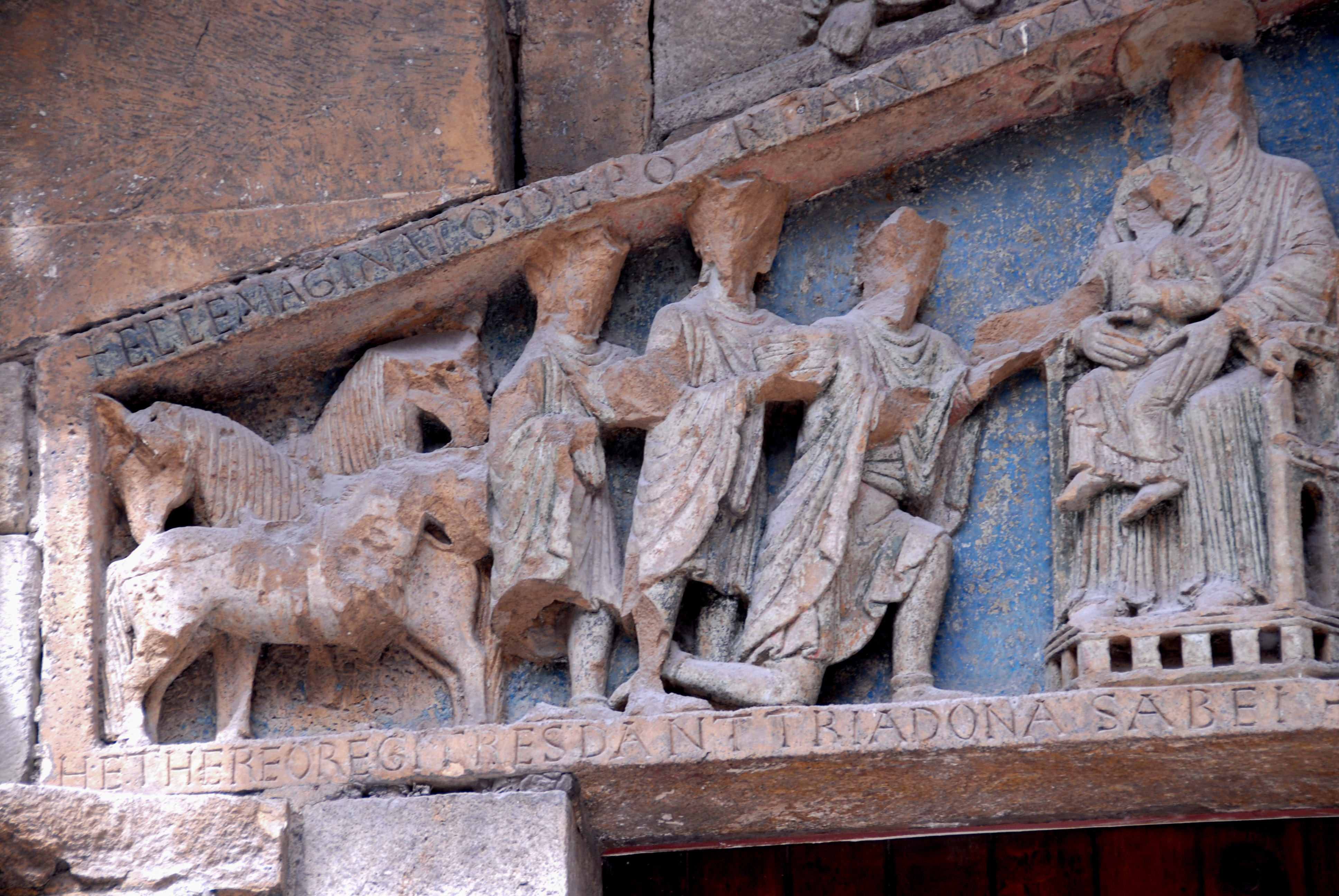
Adoration des mages.
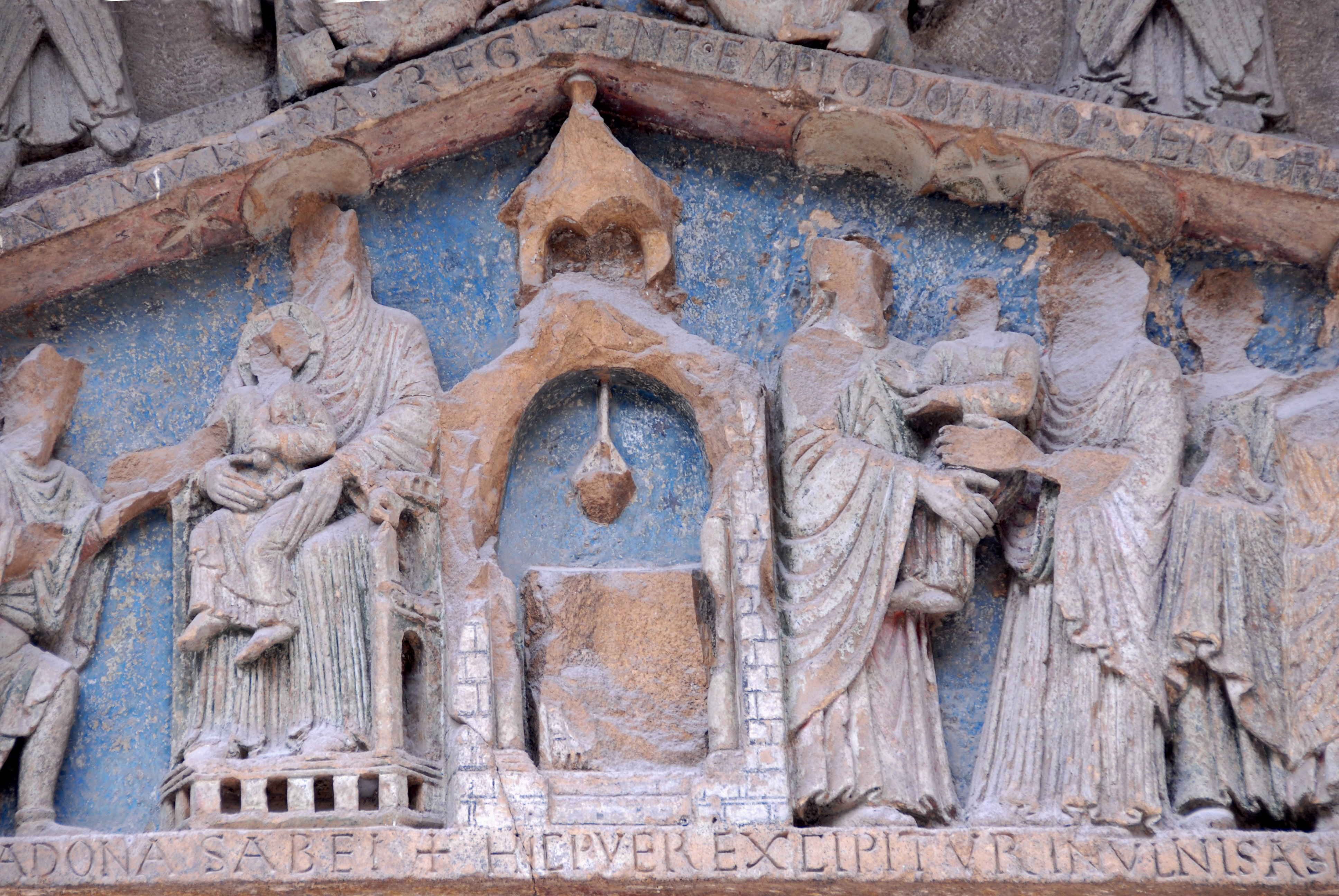
Présentation au temple.
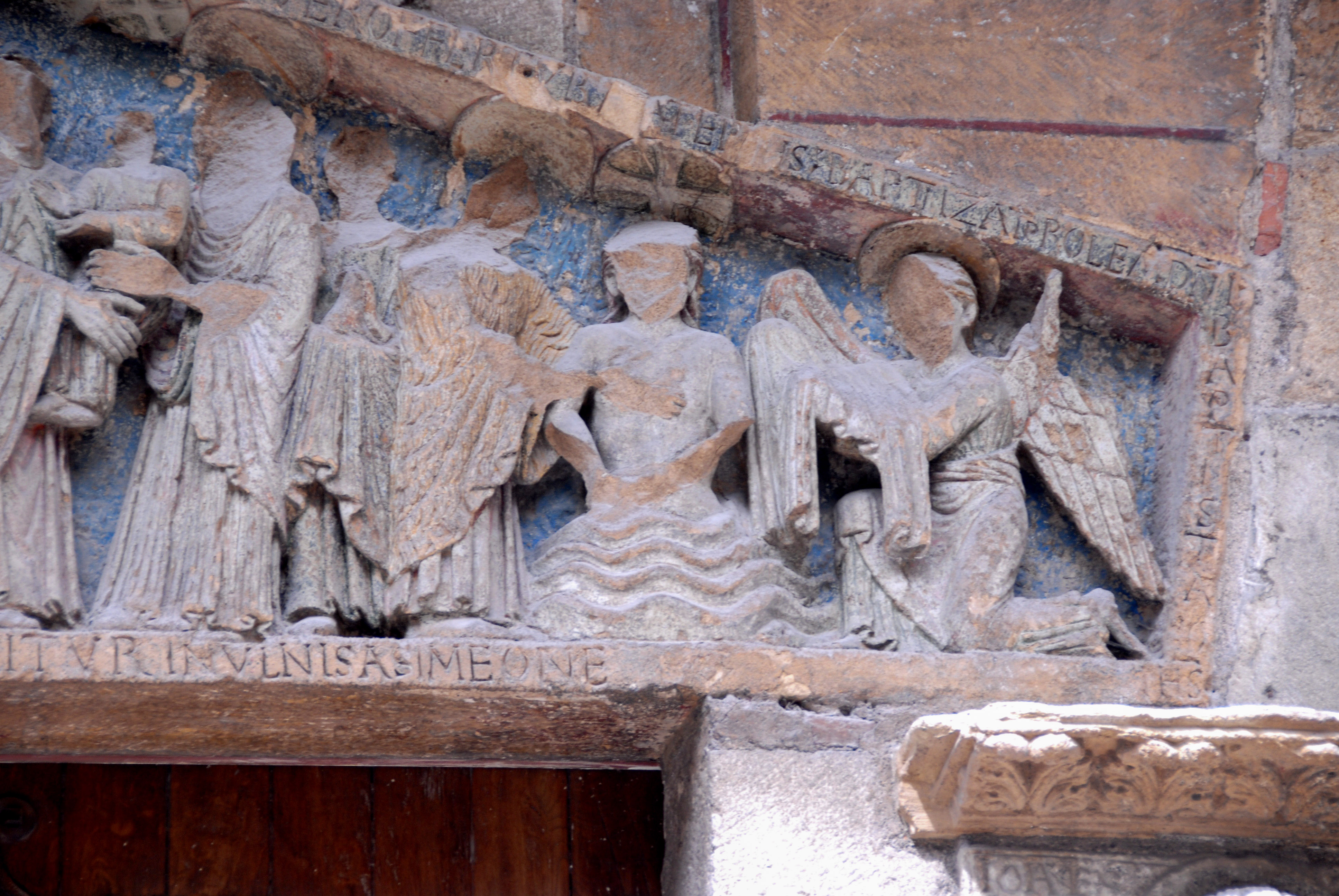
Baptême de Jésus.

### Les vitraux
Il n'existe plus un seul vitrail médiéval dans la basilique, car tous ont été fabriqués à partir du XIXe siècle. Plusieurs maîtres-verriers se sont succédé pour leur réalisation. Les premiers vitraux ont été réalisés par la manufacture de Sèvres en 1834 et représentaient des grisailles qui ont été remplacées par la suite. Plusieurs sont encore visibles, notamment dans le chœur.
Les vitraux du déambulatoire et des chapelles rayonnantes ont été réalisés par la suite pour remplacer les vitraux ornementaux par des vitraux historiés. Ils ont été réalisés par Étienne Thevenot entre 1842 et 1844 et présentent, à la manière médiévale, des scènes bibliques, presque toutes issues du Nouveau Testament.
Les vitraux de la nef sont les plus tardifs dans le XIXe siècle. Ils ont été réalisés par Félix Gaudin en 1886–1887 à l'exception du dernier vitrail créé par Lucien Lachaise en 1899. Ils représentent l'histoire légendaire de Notre-Dame-du-Port, de sa construction par saint Avit aux événements du XVIIIe siècle.
Enfin, le dernier vitrail posé dans l'église est celui de la façade ouest, au-dessus de l'orgue. Réalisé par Jean Mauret en 1984, il représente dans un style contemporain l'Arbre de vie, et se situe en regard avec l'Arbre de Jessé dans l'axe du chœur.

Exemples de vitraux de la basilique
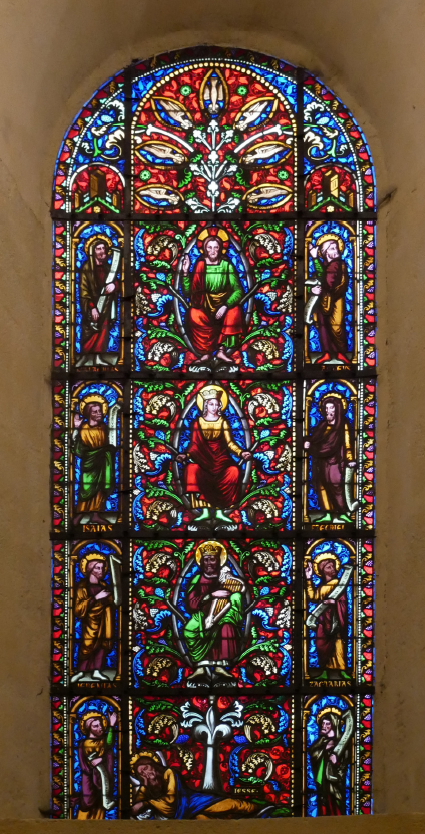
Arbre de Jessé, axe du chœur, 1844, Thevenot.
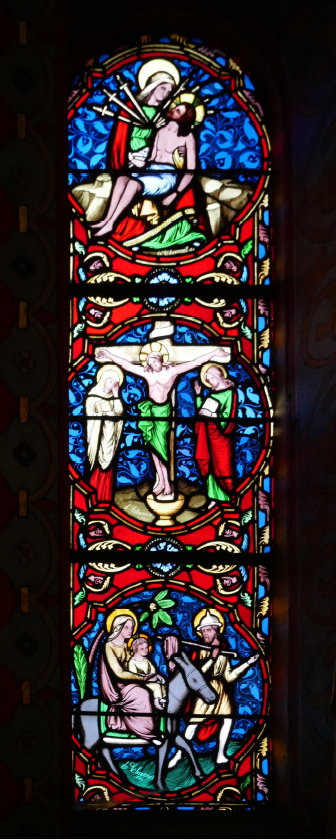
Scènes du Nouveau Testament, 1844, Thevenot.
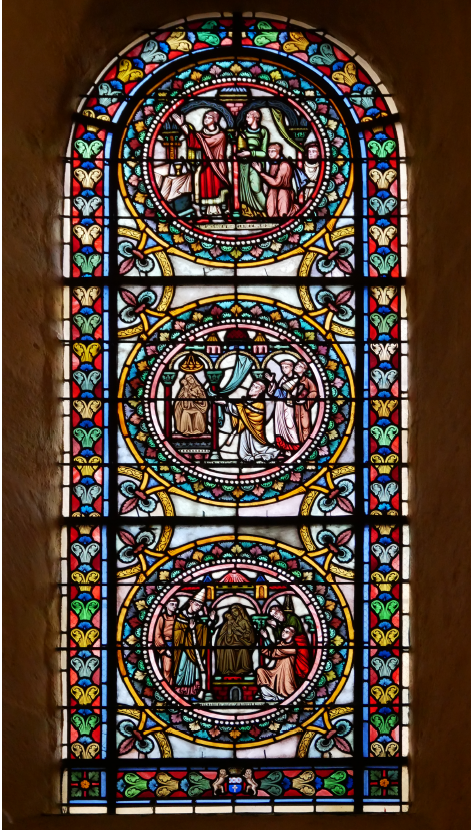
L'histoire de Notre-Dame-du-Port, 1866, Gaudin.
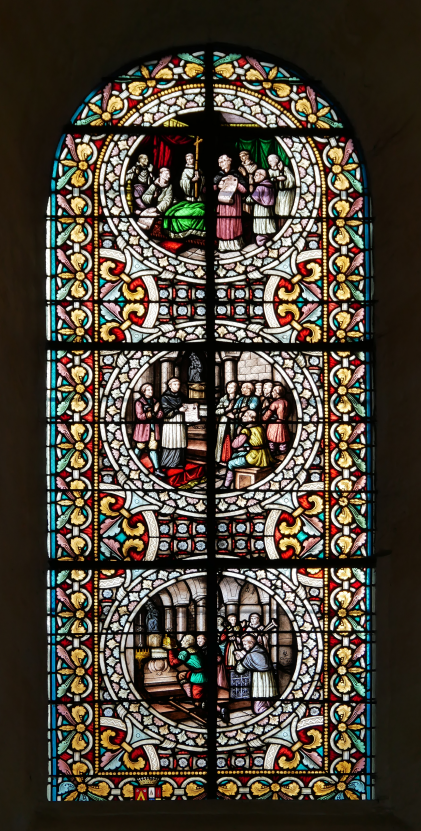
L'histoire de Notre-Dame-du-Port, 1899, Lachaise.
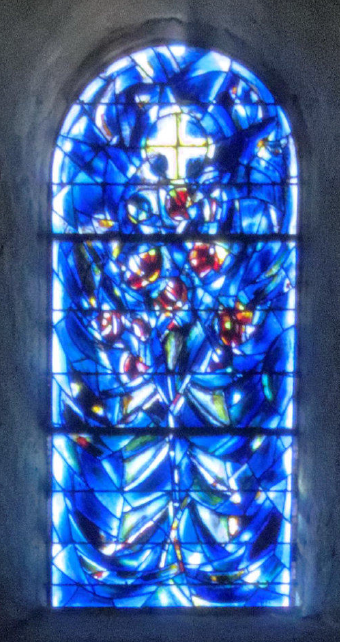
Arbre de vie, Au-dessus de l'orgue, 1984, Mauret.

### Œuvres remarquables

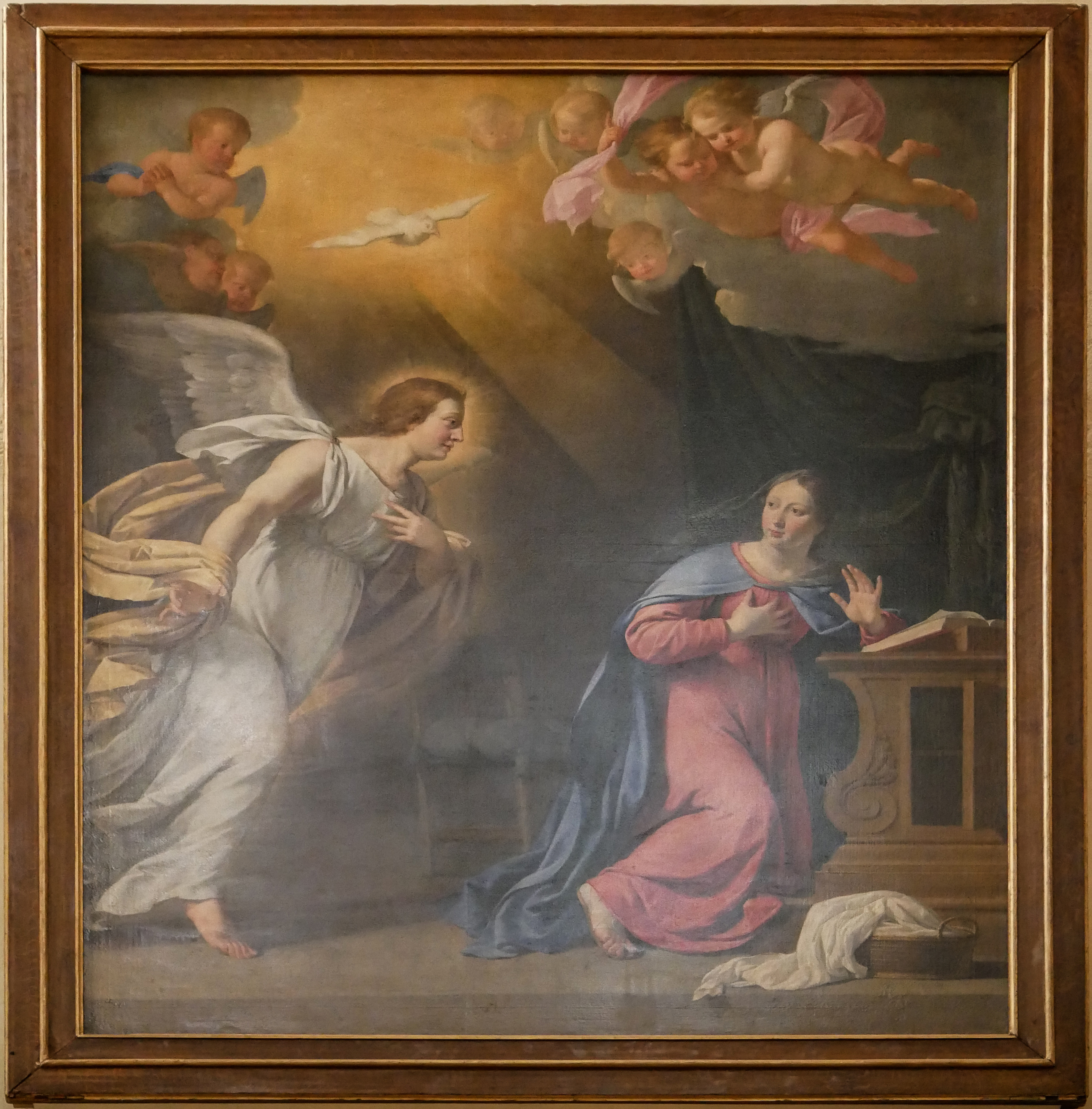
Annonciation de Philippe de Champaigne - Transept sud de Notre-Dame-du-Port.

#### Tableaux

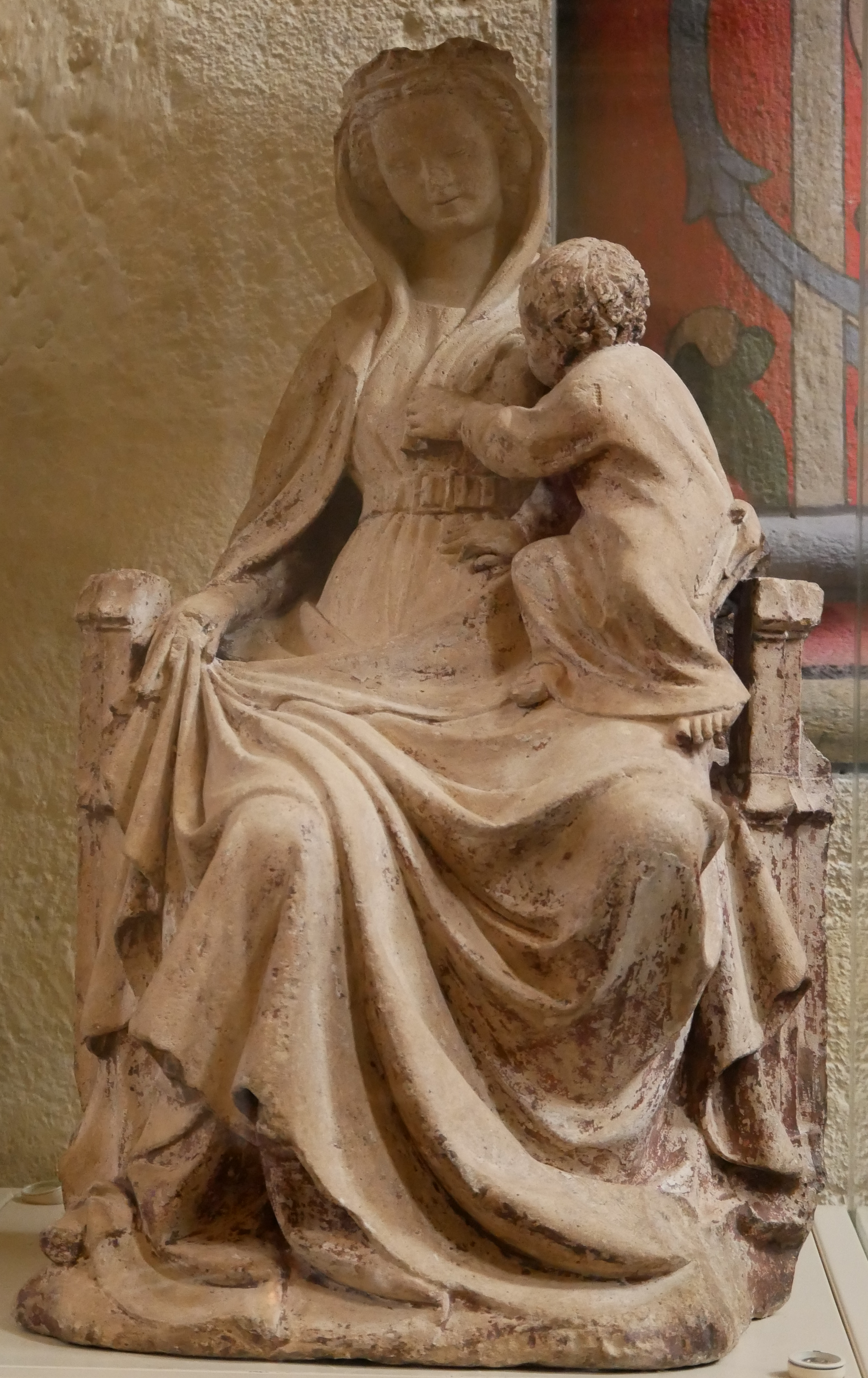
Vierge allaitant, 1380–1420.

Des tableaux du XVIIe et du XVIIIe siècle sont présents dans l'église avec deux œuvres particulièrement notoires. Ainsi, on peut découvrir deux Annonciations. La première a été peinte par Philippe de Champaigne en 1643 et l'autre a été réalisée par Jean II Restout entre 1740 et 1750. Le tableau de Philippe de Champaigne est une œuvre particulièrement remarquable et fait partie des huit autres annonciations que cet artiste a peintes et que l'on a conservées.
Jean II Restout et son école ont aussi peint d'autres tableaux présents dans l'église : une Adoration des mages, Le Repos de la Sainte Famille pendant la fuite en Égypte, ou encore une Cène.

#### Statues
La Vierge noire souterraine est sans conteste la statue la plus célèbre de Notre-Dame-du-Port.
Cependant, d'autres pièces sont présentes dans l'église :
- une Vierge allaitant qui est certainement la plus belle pièce. Réalisée en calcaire parisien, elle était entièrement polychrome et a été sculptée en Île de France à la fin du XIVe siècle. Elle se situe devant la chapelle du transept sud de la basilique ;
- une pietà polychrome et dorée du XVIIe ou du XVIIIe siècle, taillée dans du bois de tilleul ;
- un Sacré-Cœur de Jésus du XIXe réalisé par Jean-Marie Bienaimé Bonnassieux, le même qui a réalisé la statue de Notre-Dame-de-France au Puy-en-Velay.

## Galerie

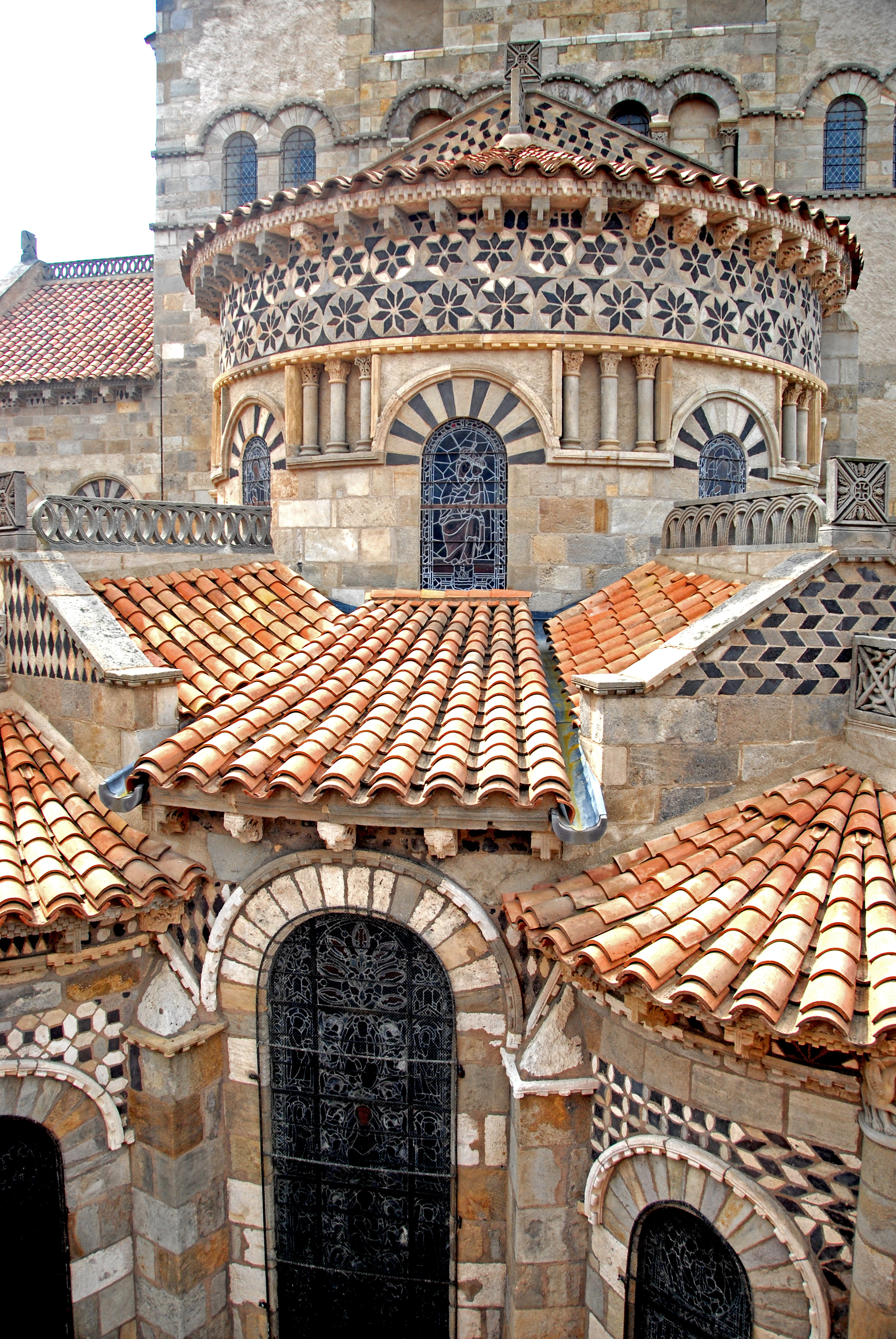
Le chevet avec ses mosaïques.
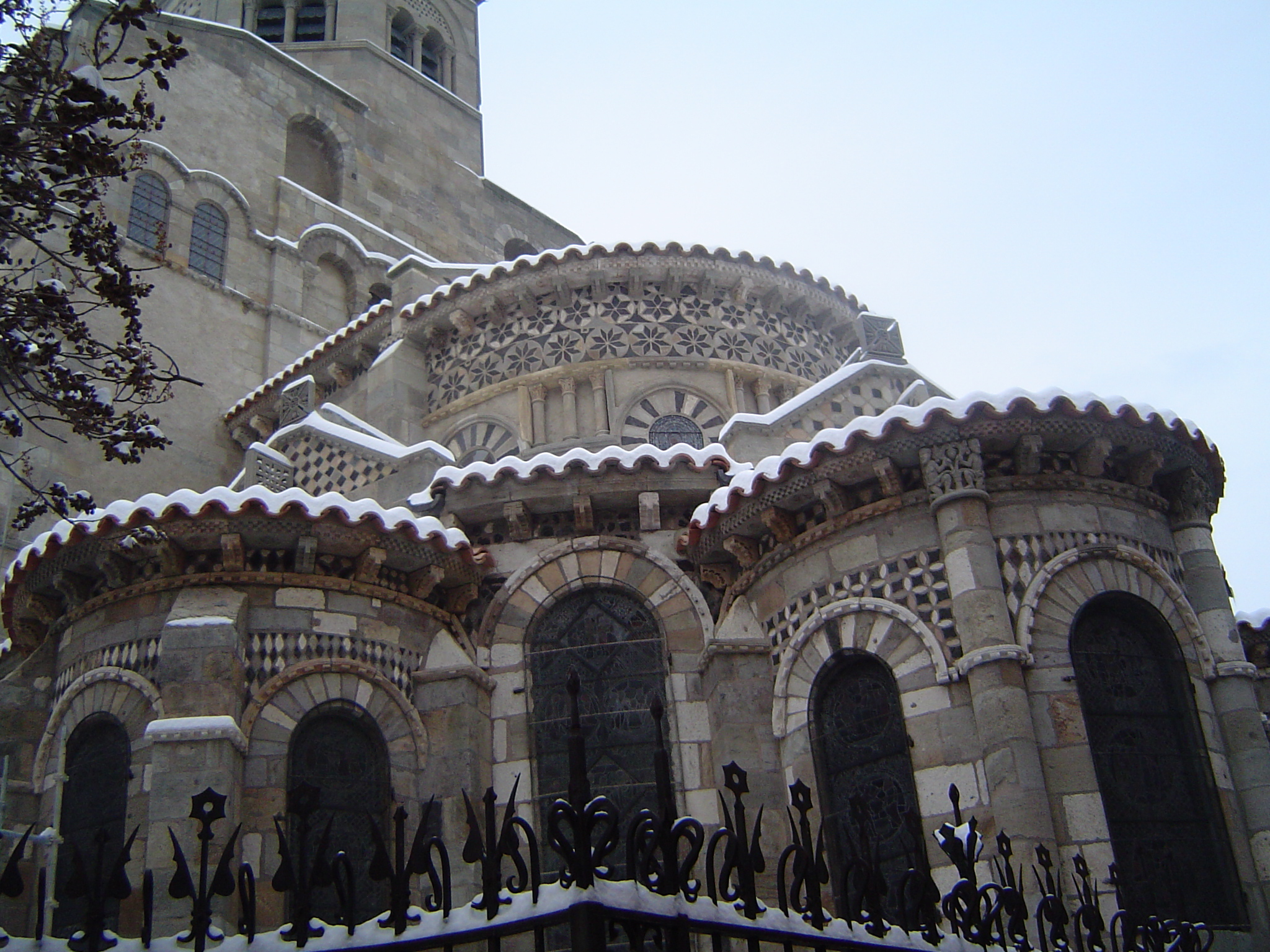
Chevet sous la neige.
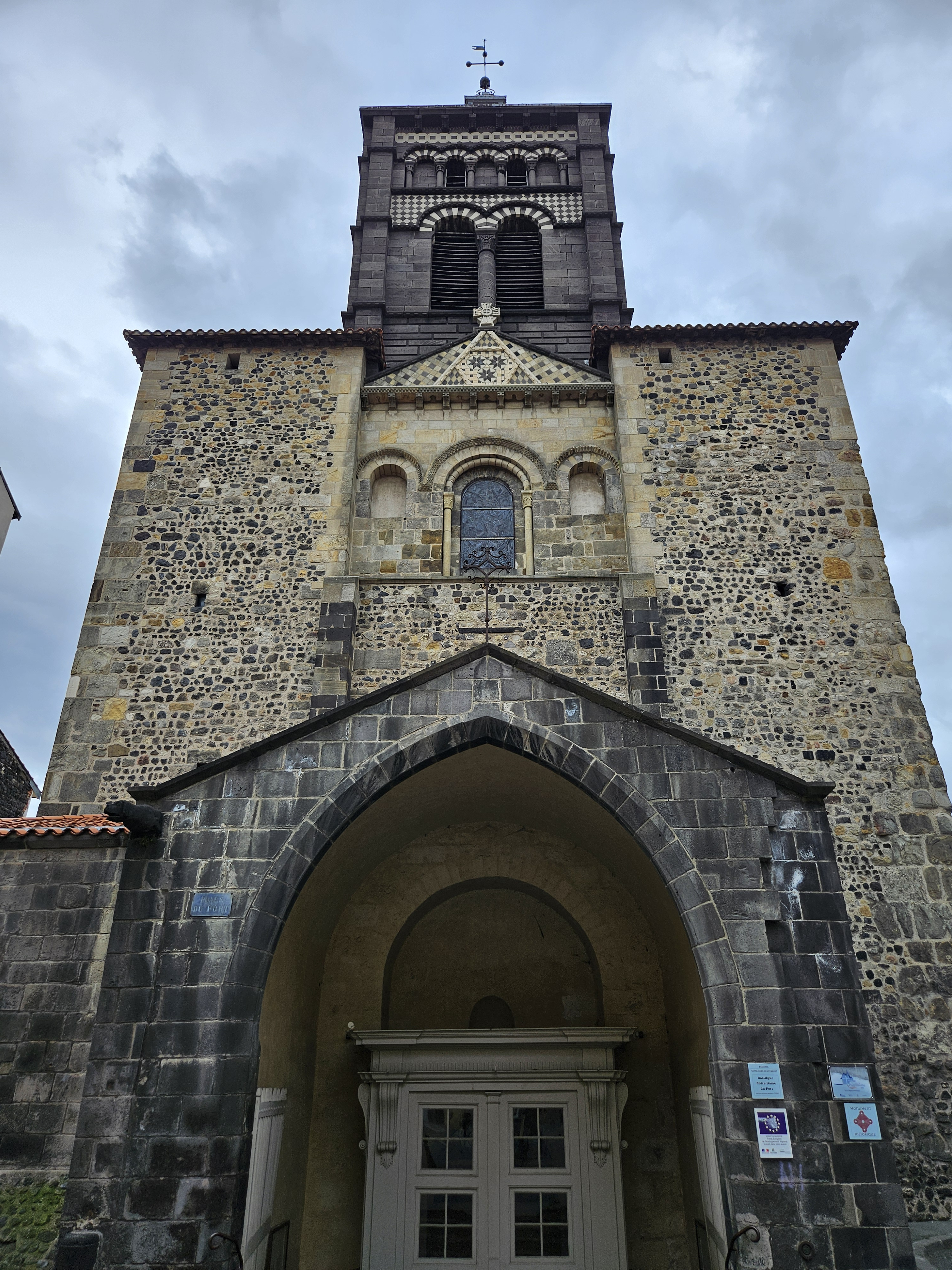
Porche occidental de l'église.
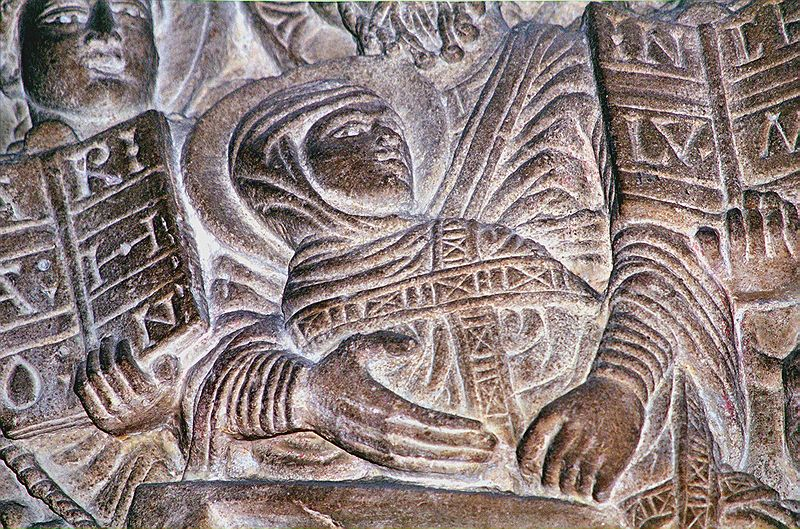
Détail du chapiteau 95 : l'Assomption.
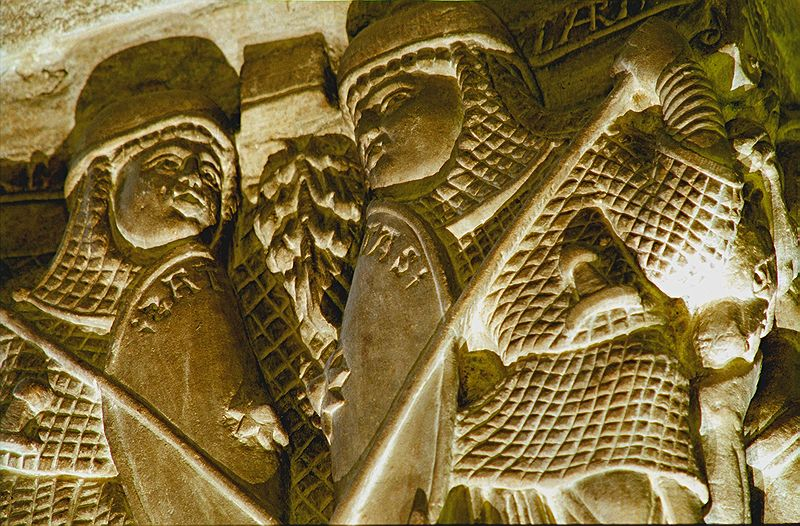
Détail du chapiteau 91 : Largitas et Caritas écrasent des vices.
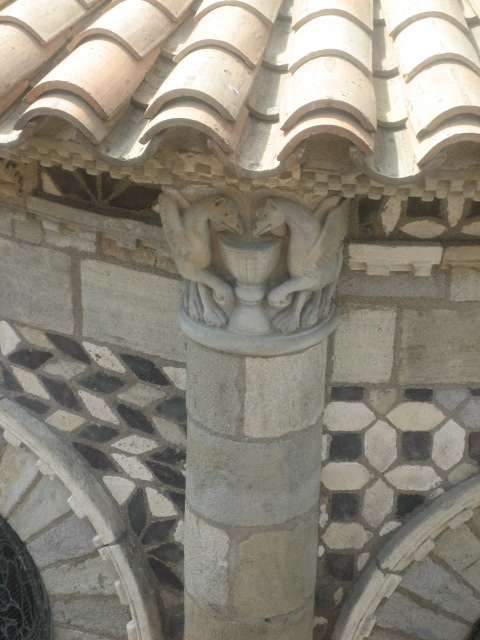
Détail : chapiteau extérieur de l'absidiale centrale, face sud.
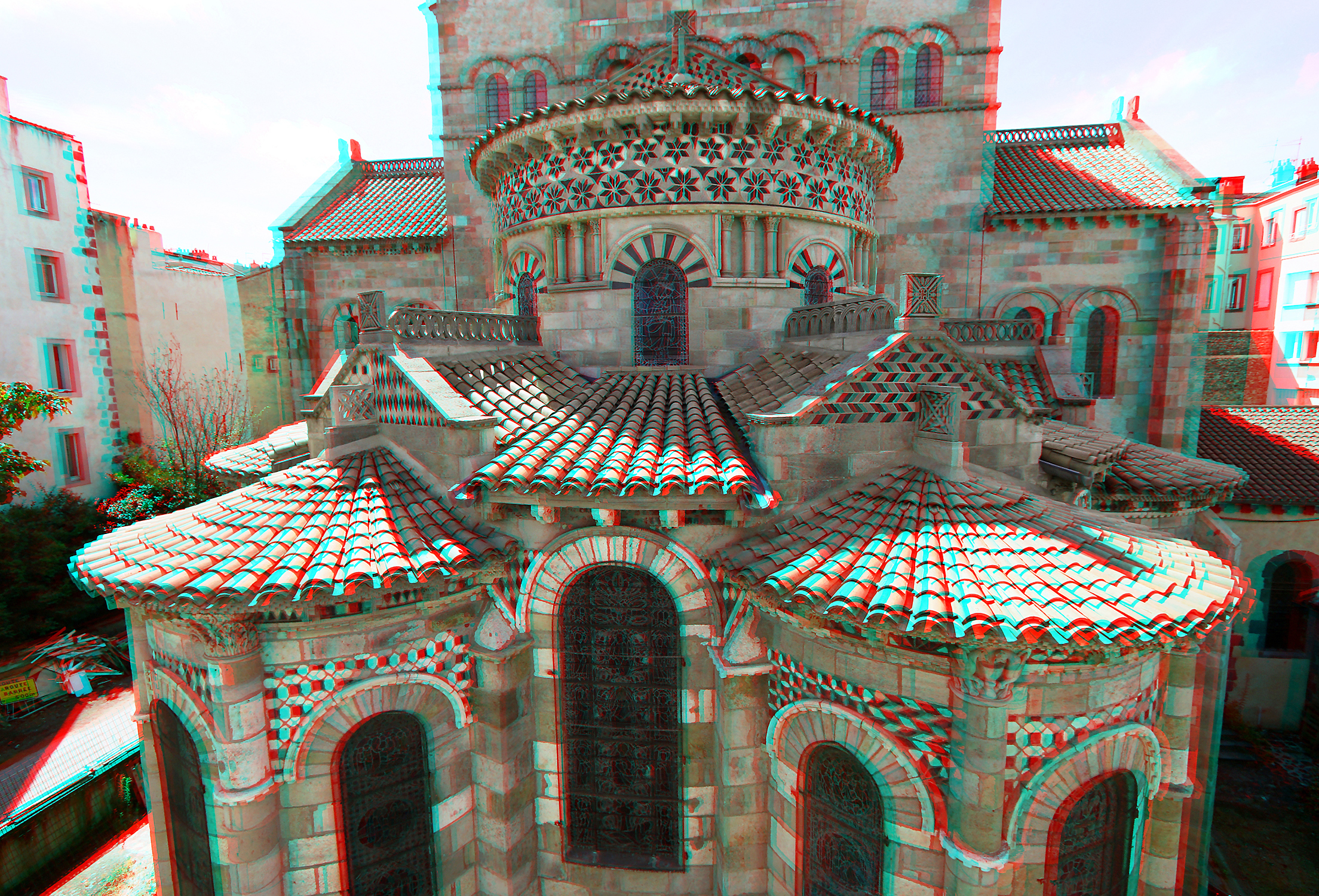
Le chevet en relief anaglyptique.
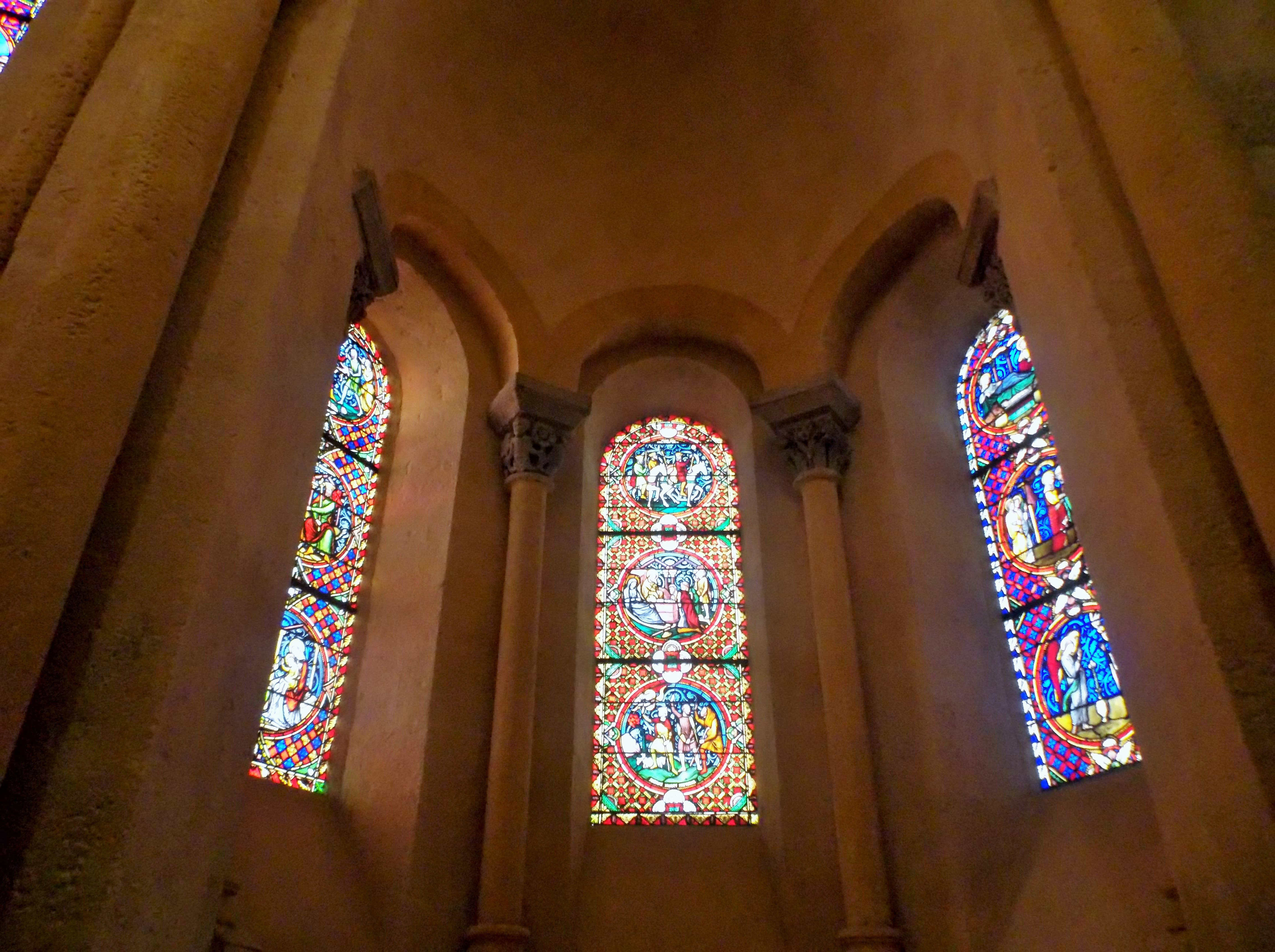
Vitraux d'une des chapelles.
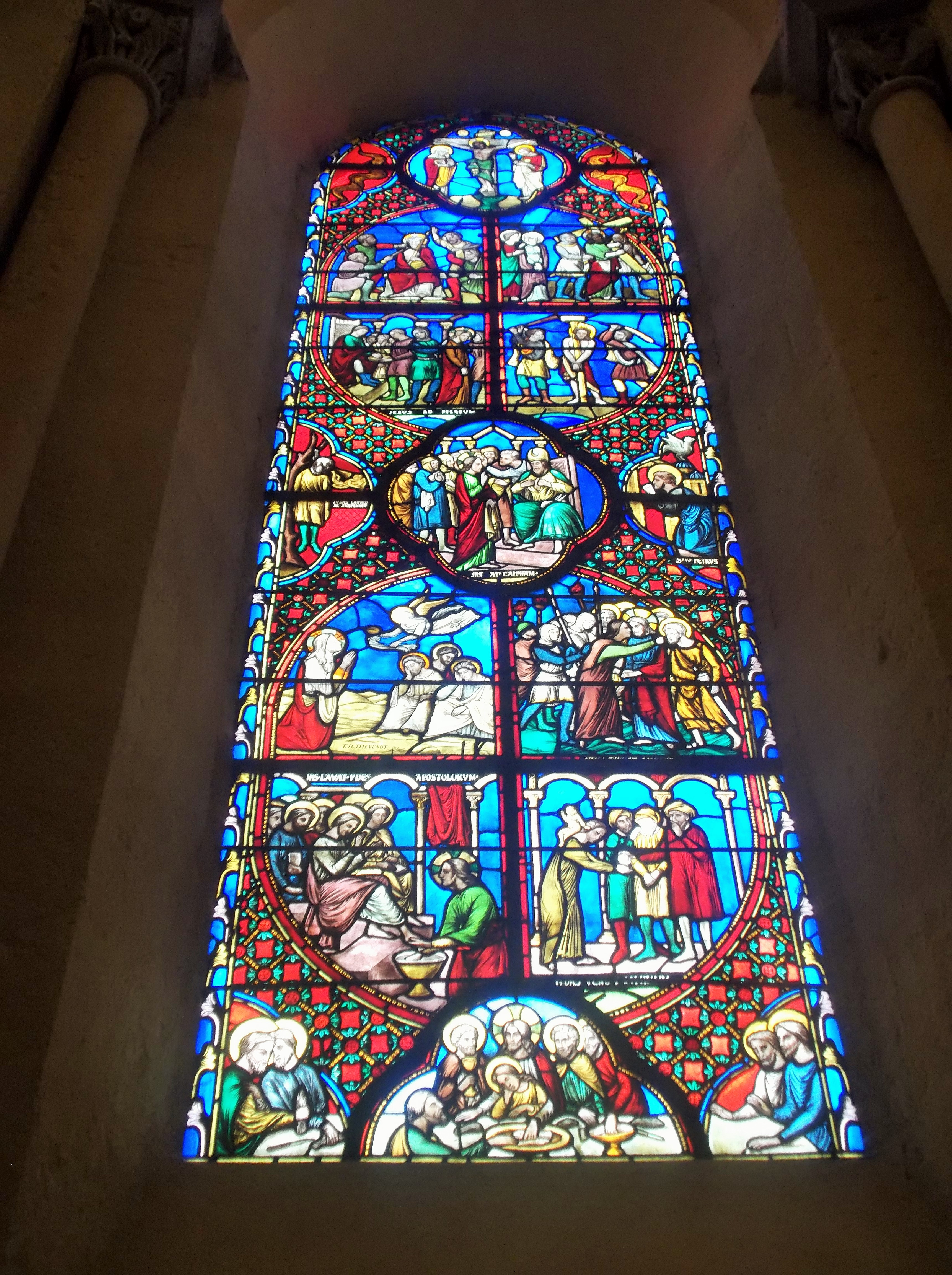
Vitrail représentant la vie du Christ.

## Vie spirituelle
La basilique Notre-Dame-du-Port fait partie de la paroisse Notre-Dame de Clermont avec comme curé depuis septembre 2011, le père Paul Destable.
La procession de la Vierge miraculeuse a toujours lieu actuellement, tous les dimanches qui suivent le 15 mai. Elle donne lieu à une période de festivité pour la basilique et son quartier.

## Cinéma
La scène d'ouverture du film Ma nuit chez Maud, d'Éric Rohmer se déroule dans la basilique : Jean-Louis Trintignant y croise Marie-Christine Barrault.

## Littérature
Benoît Vidal a consacré un poème à Notre-Dame-du-Port :
- (oc) « Nostra Dama dau Pòrt » (poème), Échos d'Auvergne, no 11,‎ 1929, p. 280-282 (ISSN 2126-8207, lire en ligne )